# Kuks
Kuks (německy Kukus) je obec v okrese Trutnov v Královéhradeckém kraji. Rozkládá se v údolí horního toku řeky Labe v královédvorském regionu asi 6 km severně od Jaroměře. Obec je pozoruhodná především unikátním barokním lázeňským areálem se špitálem a bohatou sochařskou výzdobou z dílny Matyáše Bernarda Brauna, který nechal v letech 1692–1724 vybudovat hrabě František Antonín Špork. Hospital, centrum bývalých Šporkových lázní kolem zaniklého zámku na levém břehu Labe a Betlém, sochařský soubor v nedalekém Novém lese u Stanovic, jsou chráněny jako národní kulturní památky a jsou zároveň součástí památkové rezervace Kuks. Žije zde 263 obyvatel. Symbolika zdejšího špitálu (granátového jablka z emblému Milosrdných bratří) a lázní (pramene i řeky) je proto ve znaku a na vlajce obce.

## Dějiny
Rozsáhlý barokní komplex staveb v kulturní krajině na obou svazích nad řekou Labe dal postavit majitel zdejšího panství František Antonín Špork (německy Sporck) v letech 1692–1724. Do roku 1694 byly postaveny lázně, ve své době jedny z nejvýstavnějších v Čechách. 

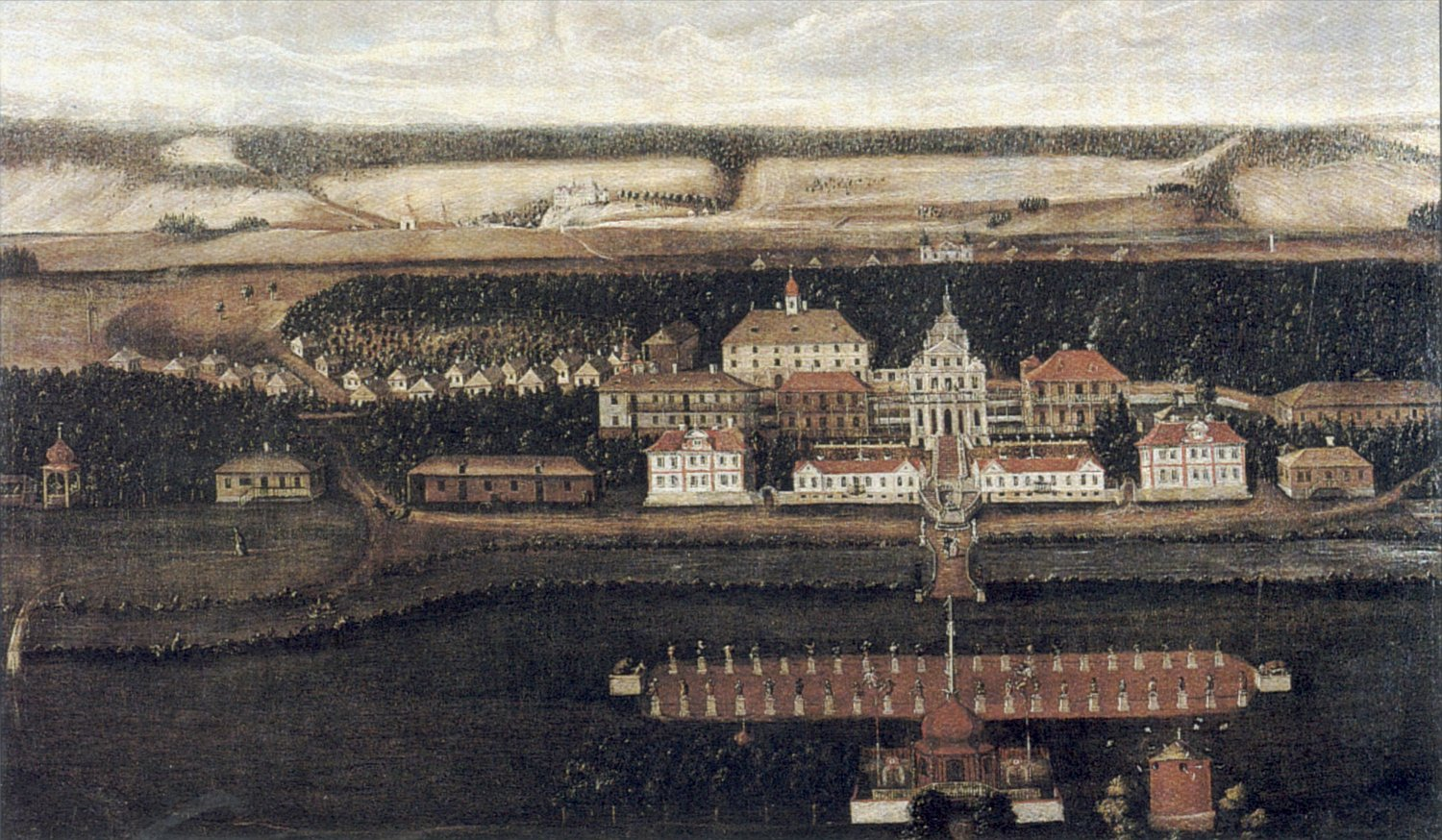
Areál v době dokončení (pohled k zámku)

Roku 1702 bylo postaveno divadlo a závodiště, 1704 lázeňský dům a domy pro hosty, v letech 1707–1716 špitální kostel Nejsvětější Trojice s rodinnou hrobkou a špitál Milosrdných bratří se zahradou. Roku 1710 byl dokončen zámek, v letech 1720–1724 přibyl nový lázeňský dům a Dům filosofů s knihovnou.
Už za života hraběte Šporka význam lázní postupně upadal; po jeho smrti vinou nezájmu dědiců lázně chátraly. Byly postiženy řadou povodní, požárů i válečných událostí. Roku 1770 bylo přestavěno severozápadní křídlo špitálu a v roce 1901 byl stržen vyhořelý zámek.
Převážně německojazyčná obec patřila v letech 1938-1945 do říšské provincie Sudety. Po válce byla většina původních obyvatel vysídlena.

## Pamětihodnosti

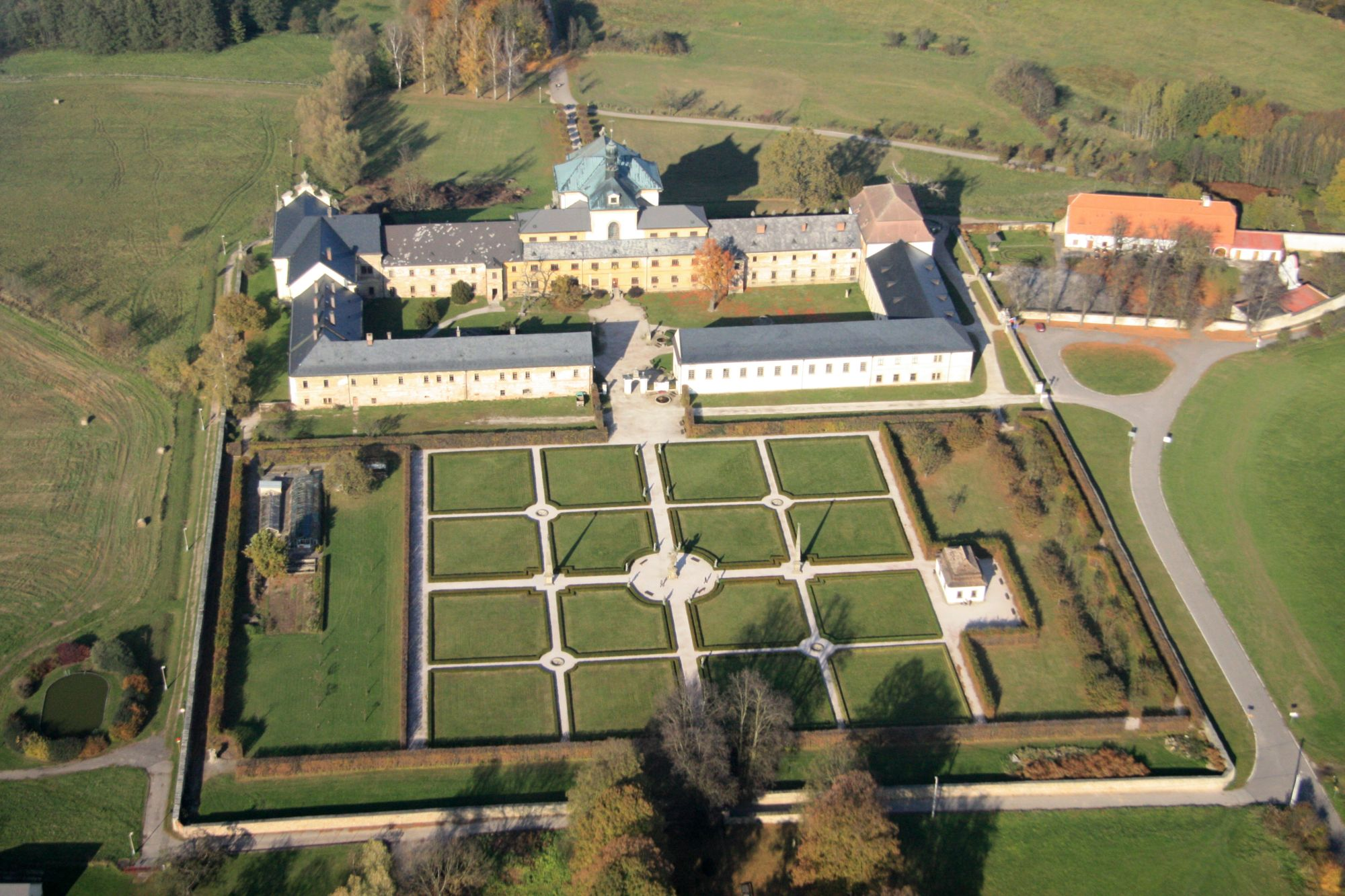
Areál barokního hospitalu v Kuksu

Ze zámku a lázní na levém břehu Labe se do dnešní doby dochovaly jen fragmenty: terasovitá úprava terénu se zídkami a plastickým Šporkovým erbem, kaskádové schodiště se dvěma sochami tritonů a kašnami směrem k Labi, hostinec s původním názvem U Zlatého slunce, který roku 2003 částečně obnovil svoji činnost. 
Na terase u hostince jsou proti sobě umístěny Braunovy sochy Davida a Goliáše (původně socha Herkommana). Nad ním na vyšší terase stojí  dům správce panství. Další budovy ze šporkovské éry stojí na dnes uměle zvýšeném labském nábřeží; jedna lázeňská budova čp. 58 byla roku 2013 adaptována pro soukromé Rentzovo muzeum barokní grafiky a tisku. Na západ od centra  obce se dochovala skupina památkově chráněných roubených chalup, z nichž převážná část vznikla v roce 1703 během výstavby lázeňského komplexu.
Další restaurace nese název Baroque, kterou do roku 2011 provozovala známá kukská postava, hostinský Jaroslav Vohradník. V někdejší Jeschkeho továrně na hedvábnou posamenterii (především stuhy), činné v letech 1904–1944, sídlí soukromé muzeum strojů a nástrojů. Secesní Jeschkeho vila slouží jako informační centrum, prodejna suvenýrů a map a komorní hotel.

### Špitál s kostelem

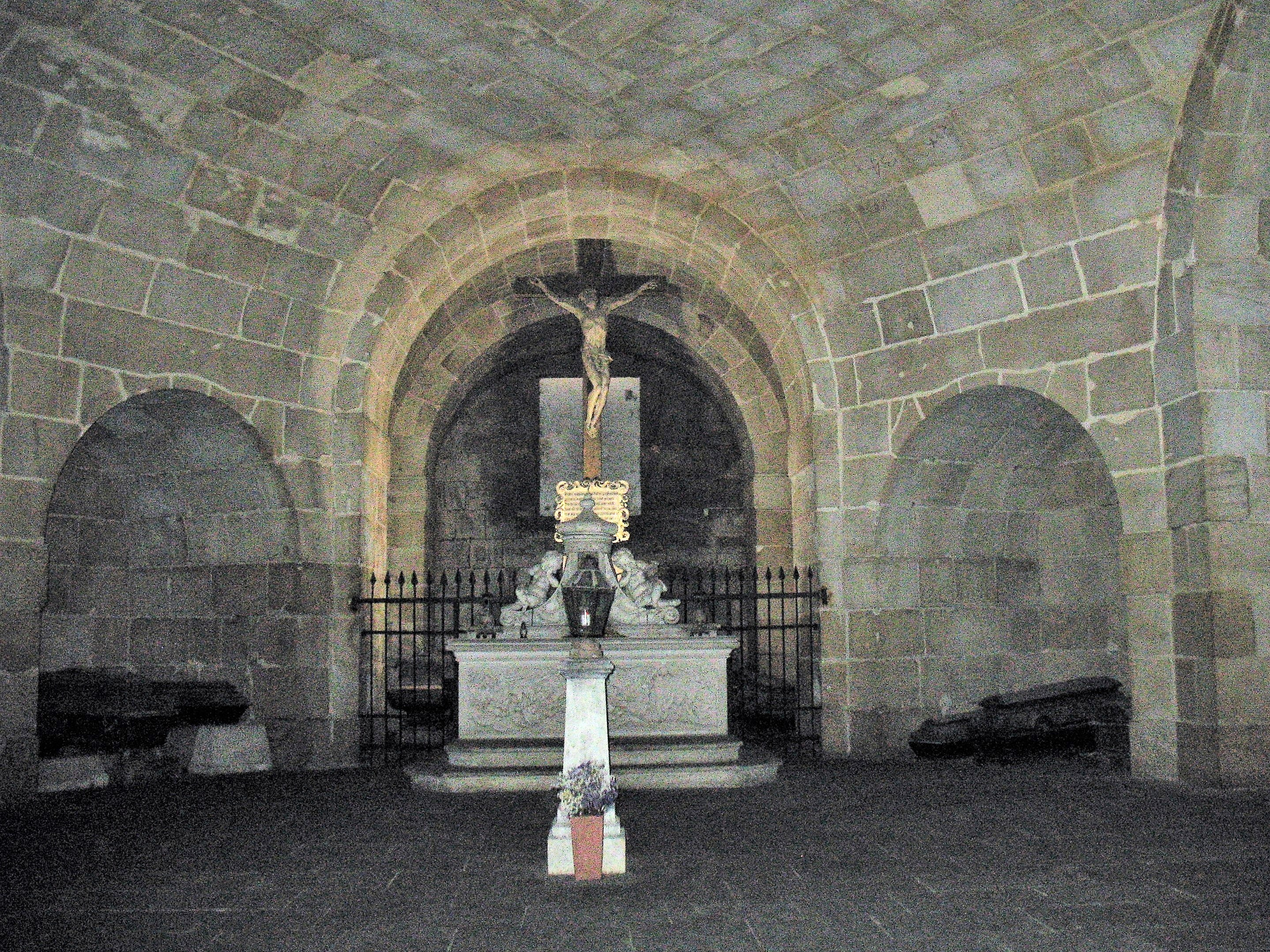
Rodinná hrobka Šporků v kryptě pod kostelem

Na pravém břehu Labe se do dnešní doby dochoval špitál s kostelem Nejsvětější Trojice, postavený v letech 1707–1712 podle projektu italského architekta Giovanniho Battisty Alliprandiho a vysvěcený roku 1717.
V kostele je řada vynikajících obrazů, dříve připisovaných Petru Brandlovi, a celé dobové zařízení, v kryptě je hrobka Šporkovy rodiny a dřevěný oltář s krucifixem od M. B. Brauna z roku 1726.
Špitál (latinsky Hospital) byl původně určený pro vojenské vysloužilce ze Šporkových panství. Od roku 1743 je spravoval řád Milosrdných bratří. Nyní je ve správě Národního památkového ústavu. Expozice je věnována zakladateli Kuksu hraběti Šporkovi, baroknímu umění a lékárenství, se zachovalou barokní lékárnou. Sídlí zde České farmaceutické muzeum, pracoviště Univerzity Karlovy, ve sklepech je umístěna Česká banka vín. 
Na severním okraji terasy je později přestavěná sýpka, dnes adaptovaná na restauraci. Na východní straně areál hospitalu uzavírá roku 2015 nově vysazená bylinková zahrada s buxusovými špalíry. Za ní stojí zrušený hřbitov s převážně vyrabovanými hroby, dochovala se jen rodinná hrobka Jeschkeových. Centrální hřbitovní kaple uprostřed hřbitova byla rozebrána. Půdorys základových kamenů uprostřed hřbitova je pravděpodobně pozůstatkem větrného mlýna.

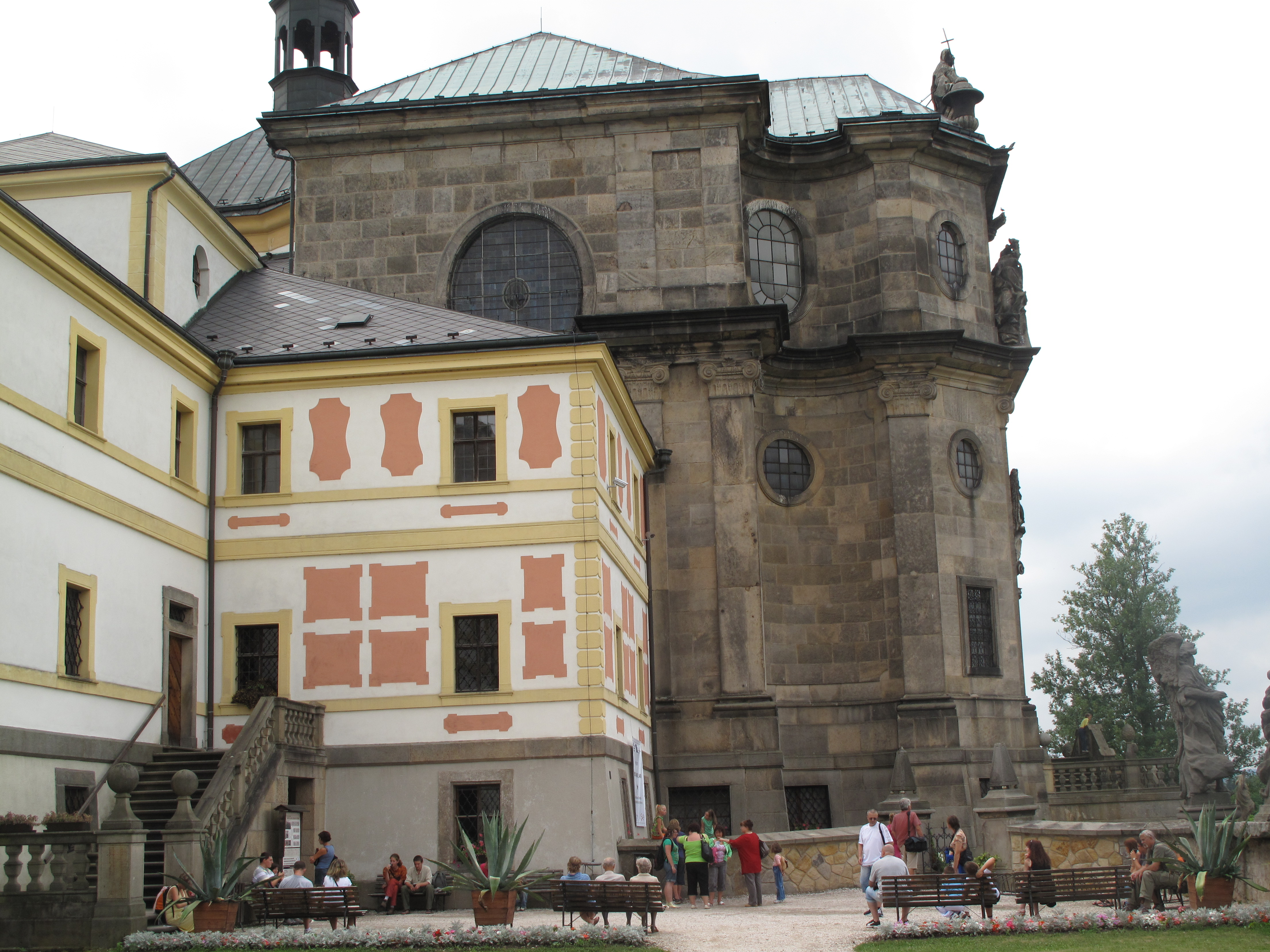
Kostel Nejsvětější Trojice (pohled z terasy)
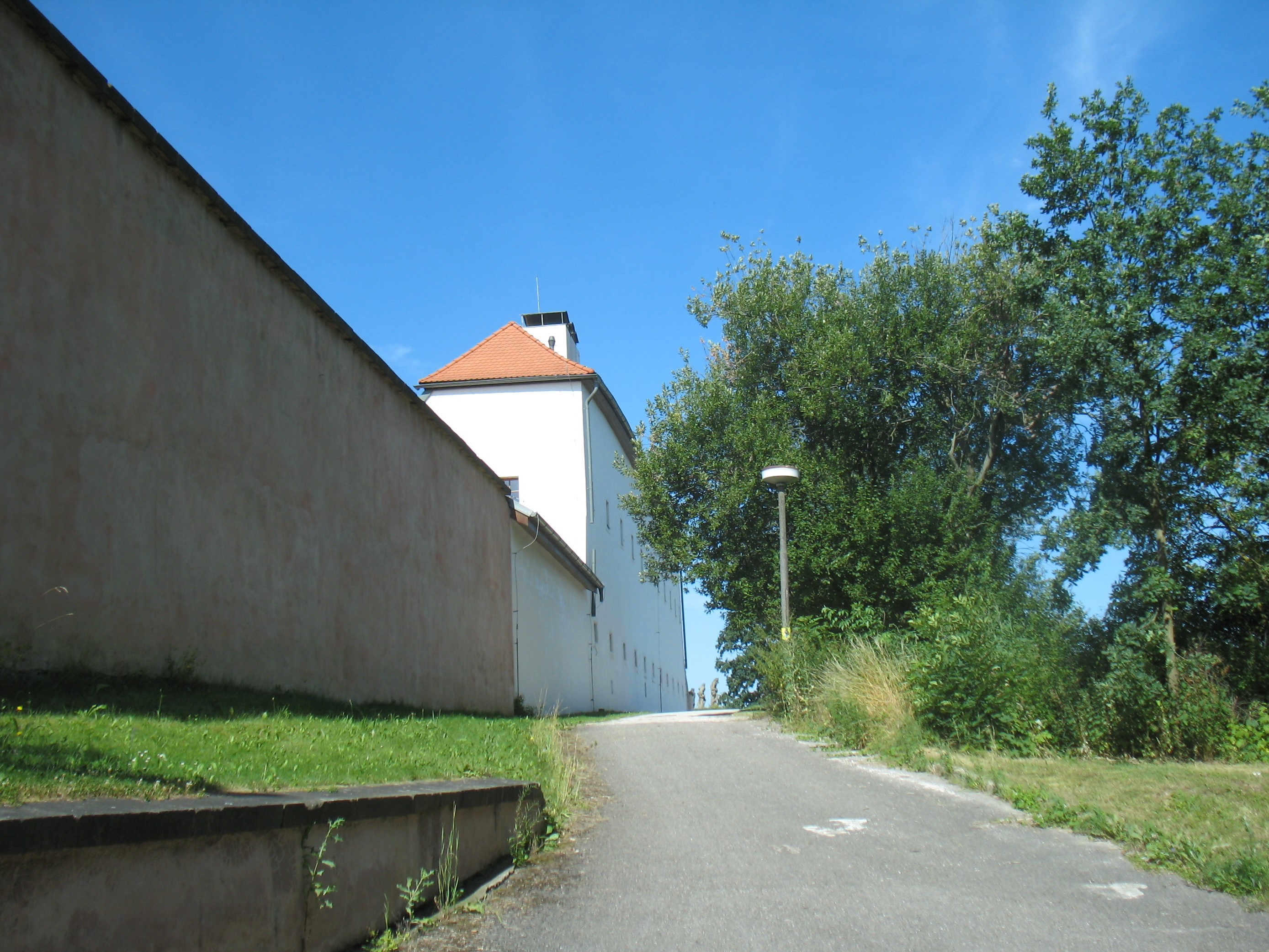
Sýpka vedle hospitalu
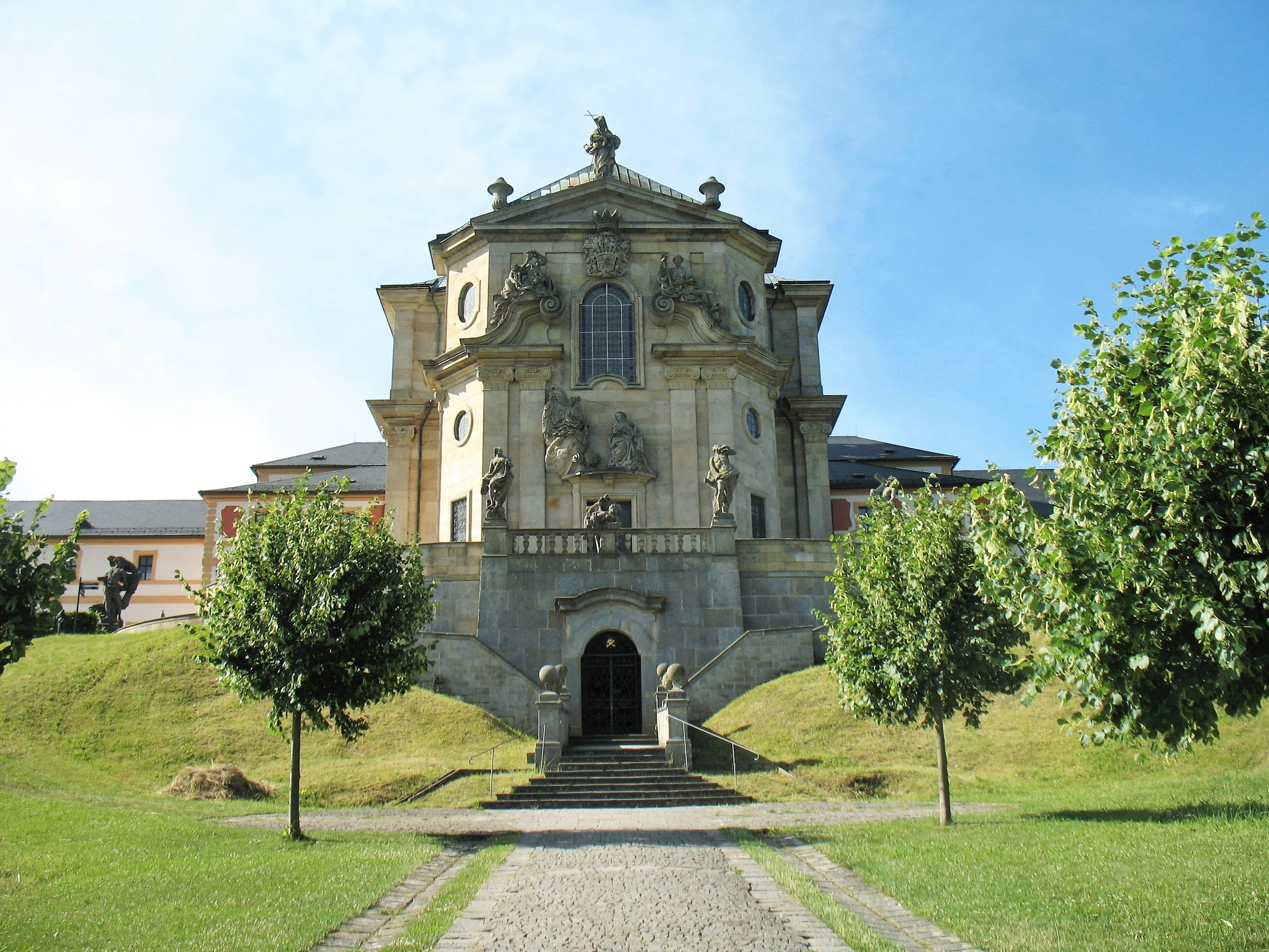
Kostel a vchod do šporkovské hrobky
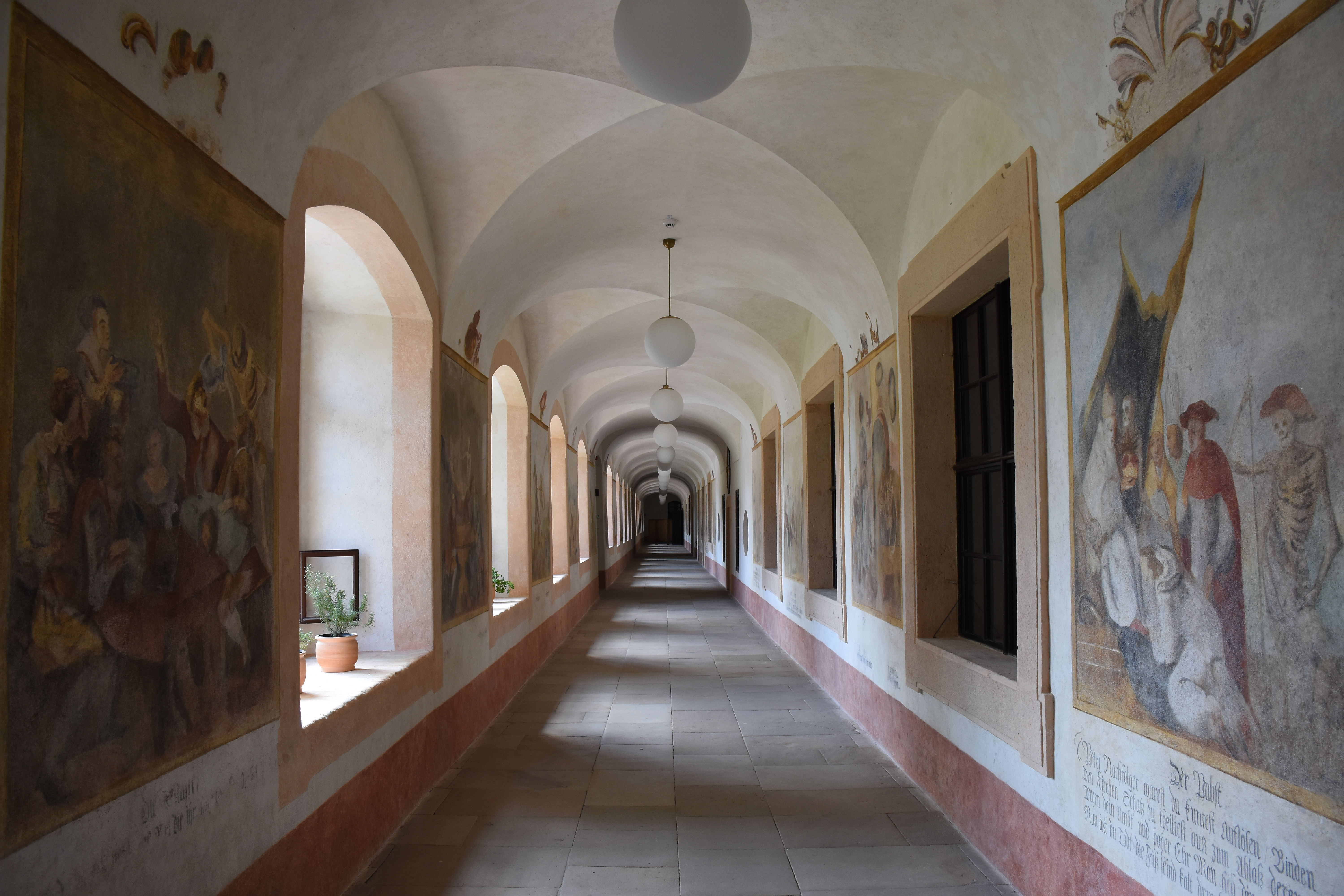
Chodba v hospitálu
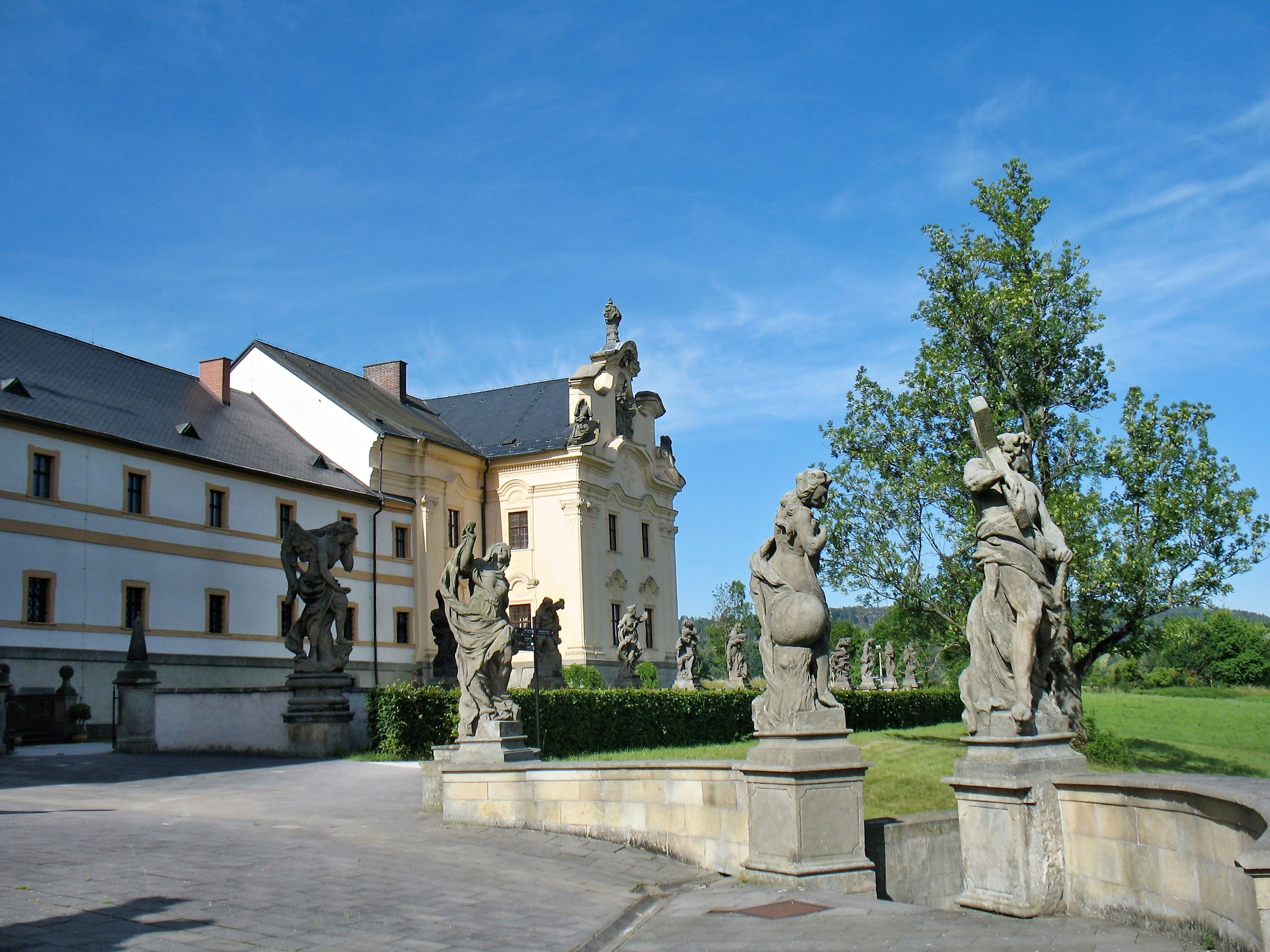
Sochy u schodiště před kostelem
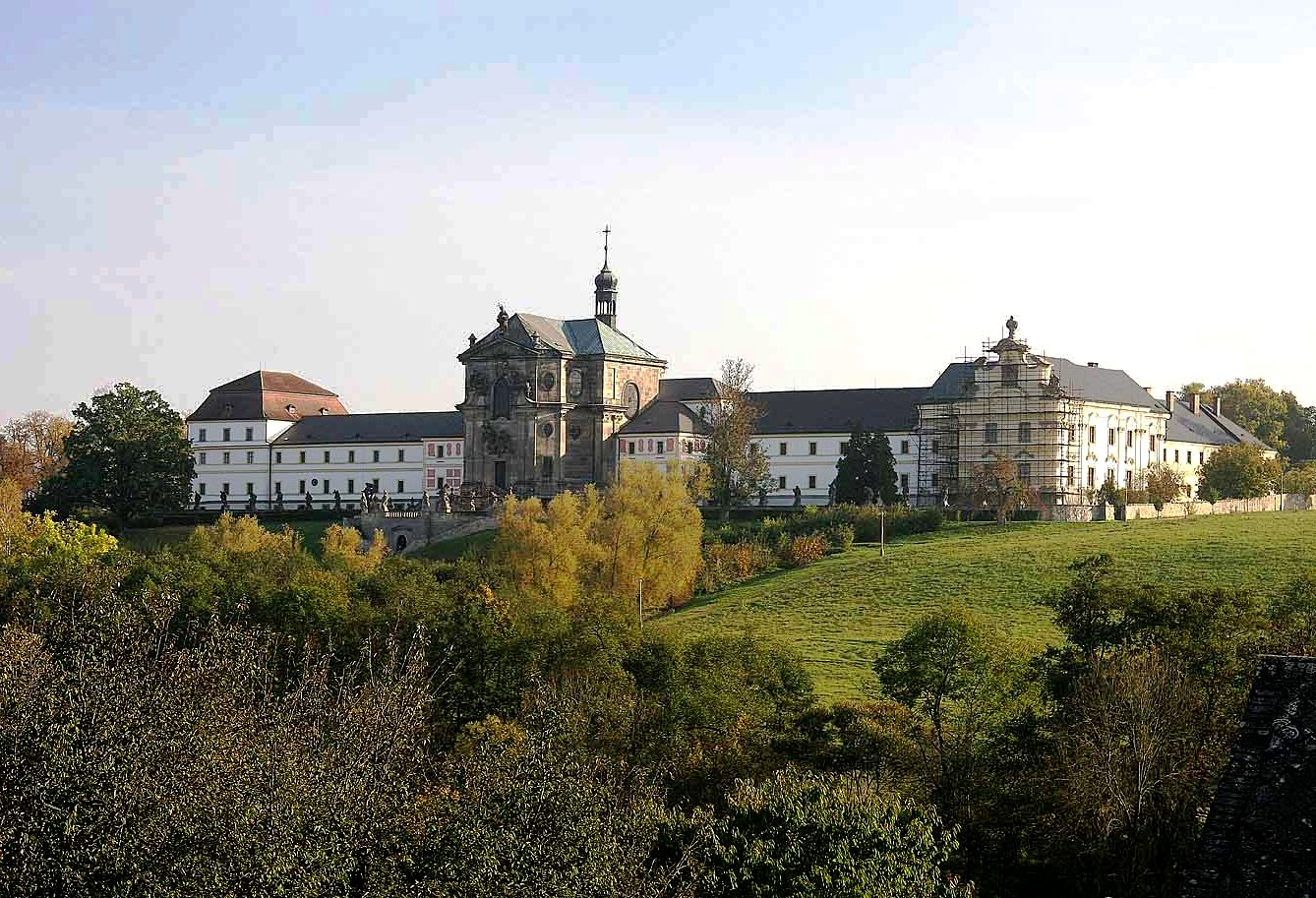
Hospital Kuks od severozápadu

### Sochy
Na terase před špitálem je galerie alegorických soch barokního sochaře Matyáše Bernarda Brauna z let 1715-1718: na východní straně 12 ctností, na západní 12 neřestí. Uprostřed je socha Víry a na balustrádě sochy sedmi Blahoslavenství. Odtud směrem doleva (k východu) jsou sochy ctností: Anděl blažené smrti a dále Víra, Naděje, Láska, Trpělivost, Moudrost, Statečnost, Cudnost, Píle, Štědrost, Upřímnost a Spravedlnost. Směrem doprava (k západu) jsou sochy neřestí: Plačící anděl a dále Pýcha, Lakota, Smilstvo, Závist, Obžerství, Hněv, Lenost, Zoufalství, Lehkomyslnost, Pomluva a Lstivost. Originály jsou dnes umístěny v bývalém hlavním nemocničním sále špitálu nazývaném Lapidárium, na terase jsou jejich kopie. V expozici hospitalu a v Lapidáriu je také sedm ze souboru soch trpaslíků (kolem 1713). Socha Pravé míry je v nádvoří. Další cenné sochy jsou rozmístěny v barokní zahradě jižně od špitálu: Alegorie svobodných umění z roku 1701, Velký a Malý křesťanský bojovník (původně z Nového lesa) a z Betléma přenesený anděl Gloria (1731) a svatý Jeroným (1733) od A. Brauna.
Na levém břehu Labe před barokním hostincem U Zlatého slunce stojí socha Herkommana, která byla po zásahu církve a úřadů pozměněna na sochu Goliáše. Proti ní  se u zdi hostince nachází Braunova socha Davida.
Další Braunovy sochy a reliéfy se nacházejí v lese u nedaleké vsi Žireč – viz Betlém (Kuks).

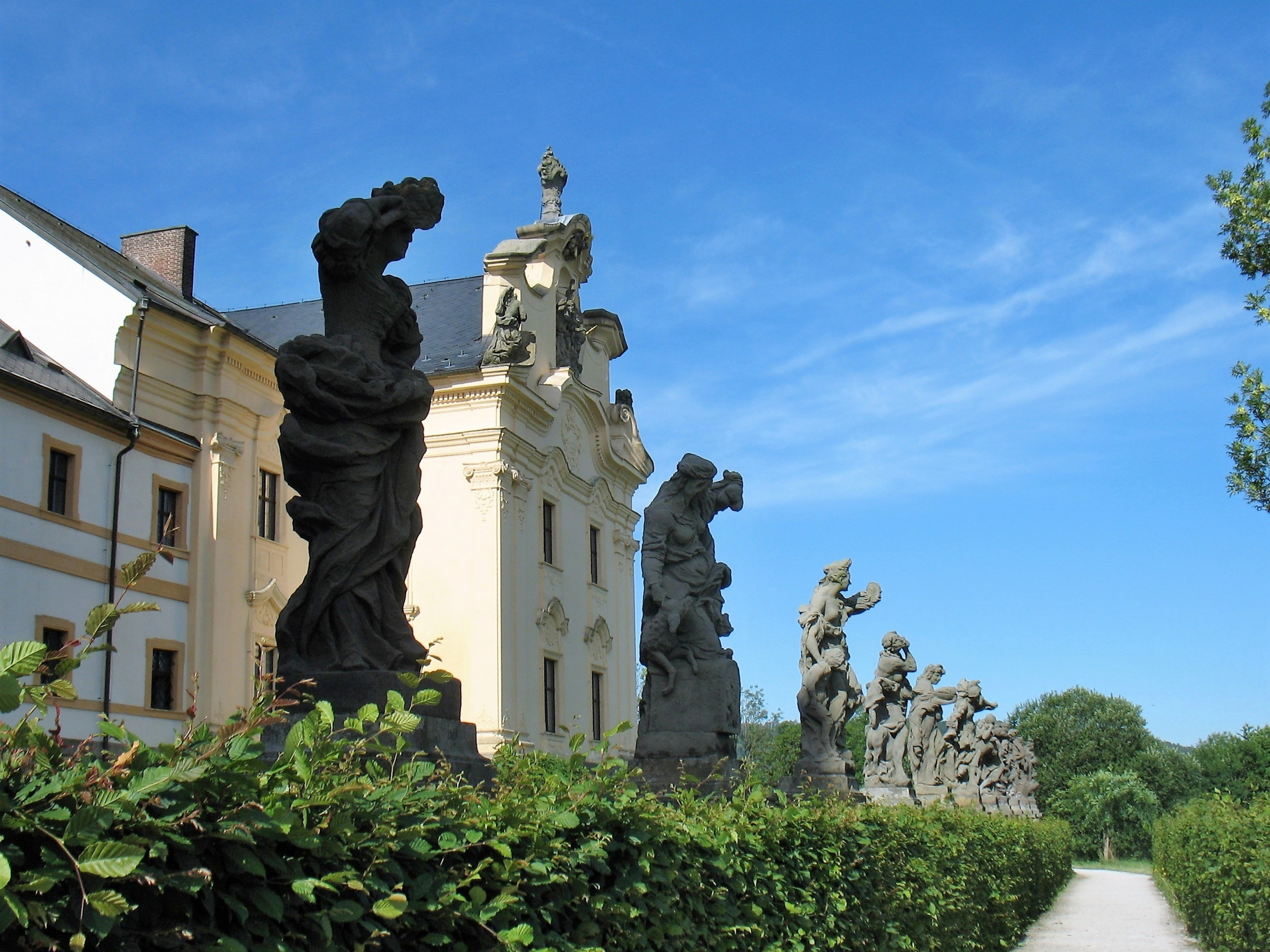
Sochy na terase hospitálu
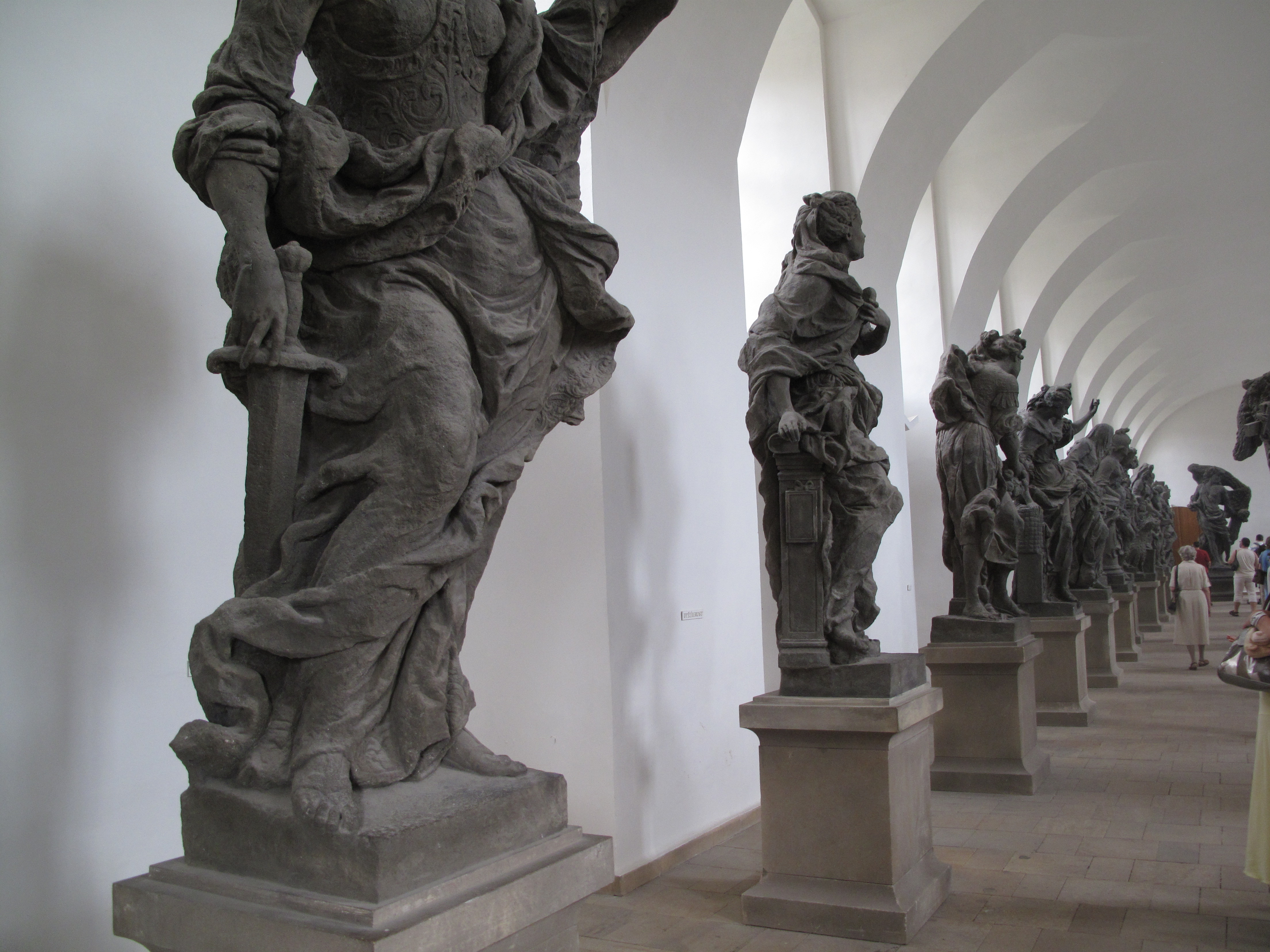
Originály Braunových soch Ctností a Neřestí v lapidáriu
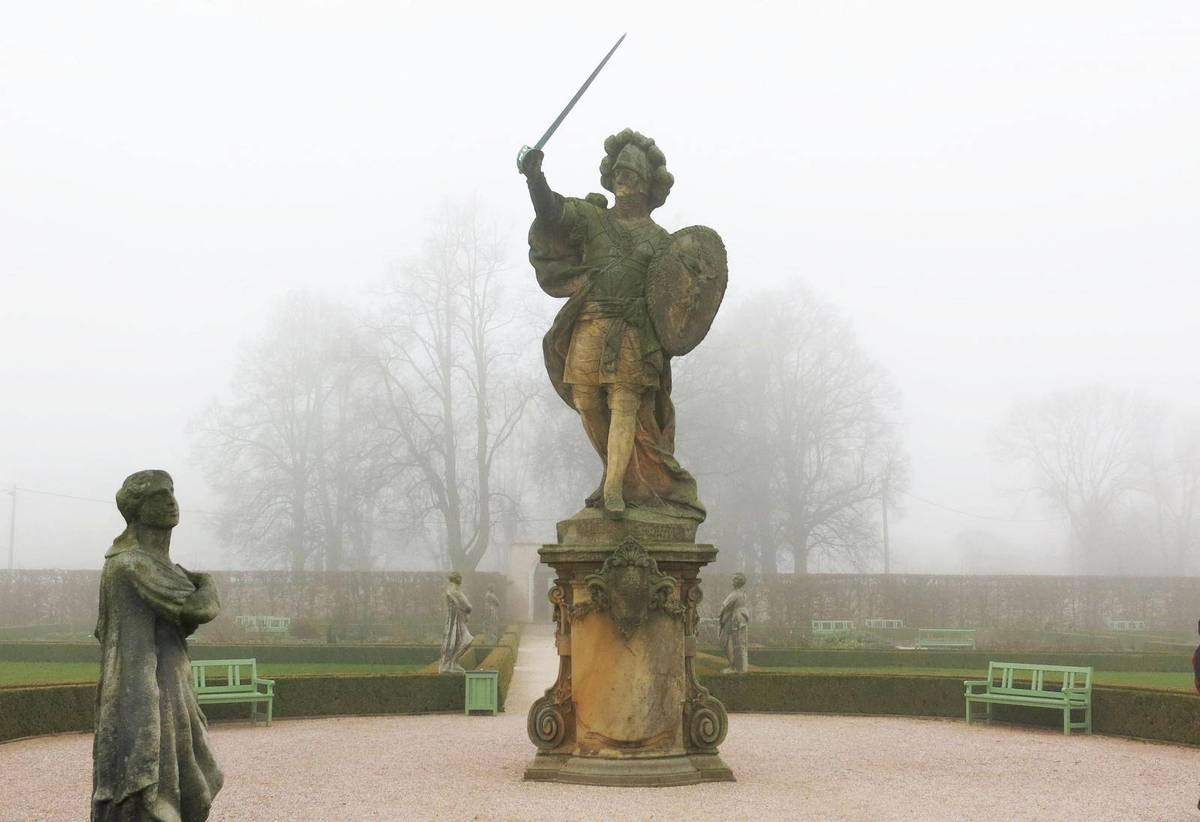
Socha Velkého křesťanského bojovníka ve špitální zahradě
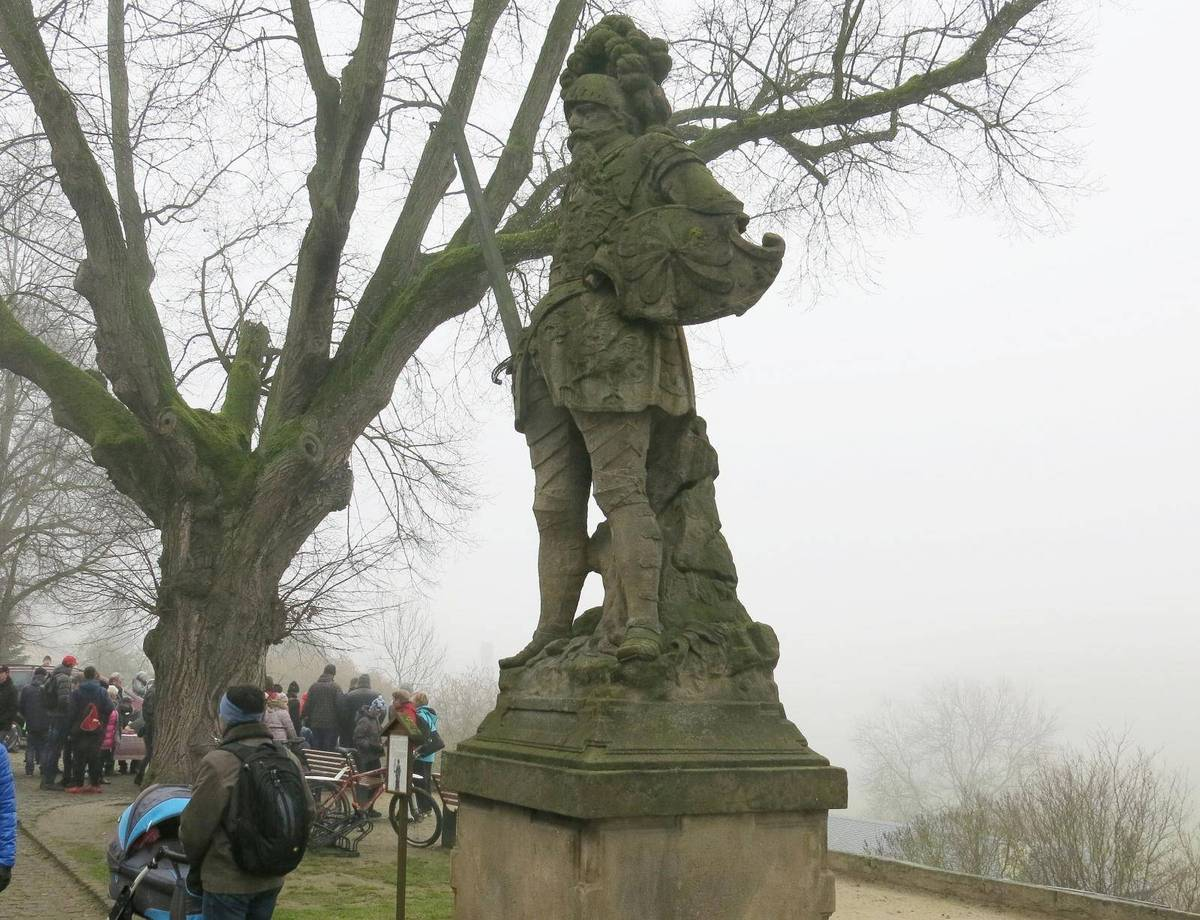
Socha Herkommana (později Goliáše) a jedna z památných líp
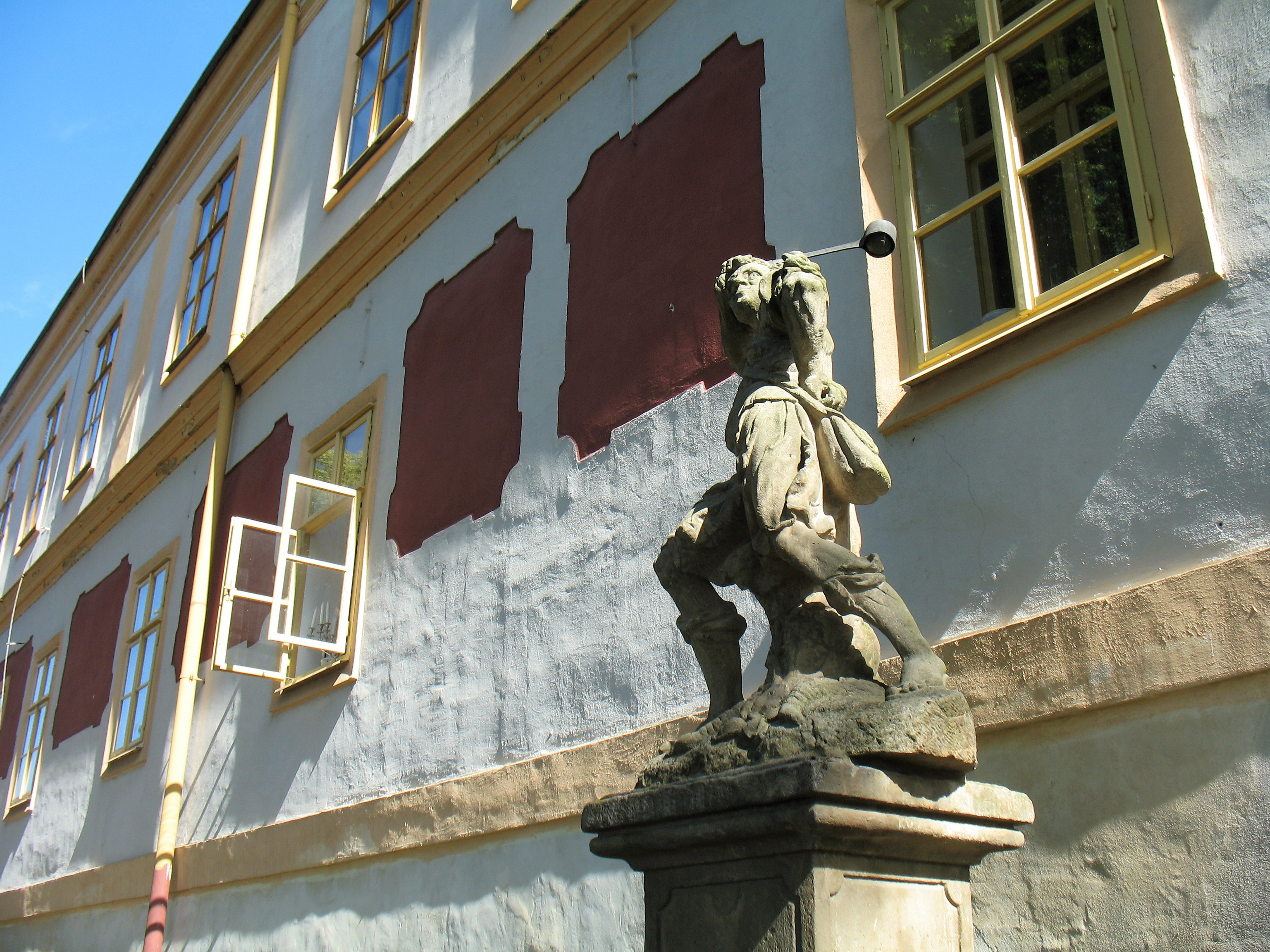
Braunova socha Davida před hostincem U Zlatého slunce
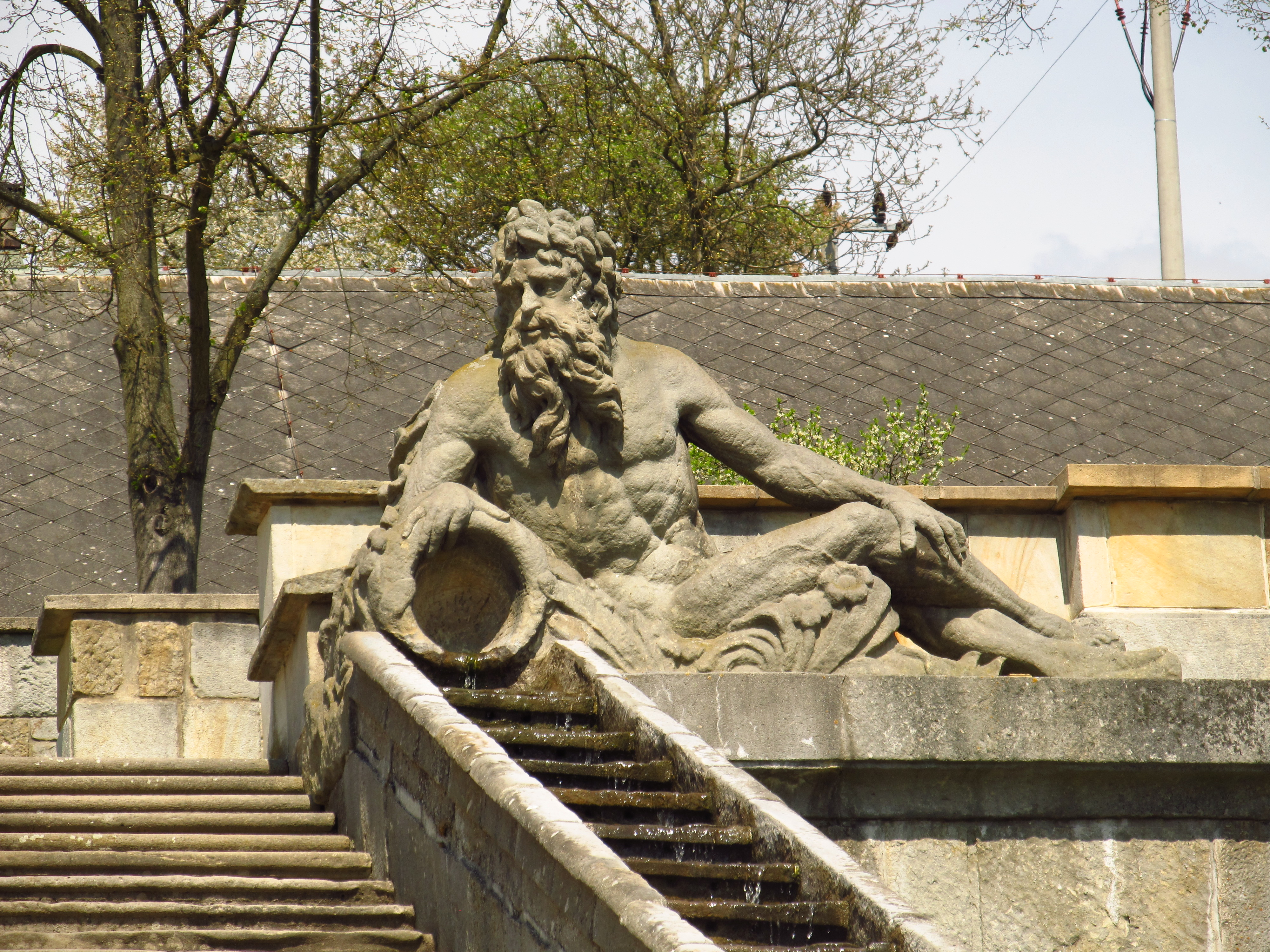
Kaskádové schodiště v bývalých lázních

### Zaniklé objekty
Níže na západ ve svahu k Labi stojící Dům filozofů se Šporkovou knihovnou zcela zmizel, stejně jako závodiště podél Labe, lemované sochami trpaslíků, po stranách býval dřevěný letohrádek (Lusthaus) a osově k němu holubník. Původní barokní most přes Labe s nedochovanými sochami harlekýnů byl v 19. století nahrazen ocelovou konstrukcí z holešovické železárny Leona Gottlieba Bondyho.

### Památné stromy
Uprostřed obce je chráněna trojice památných stromů – Lípy v Kuksu (50°24′5″ s. š., 15°53′21″ v. d.).

## Obec

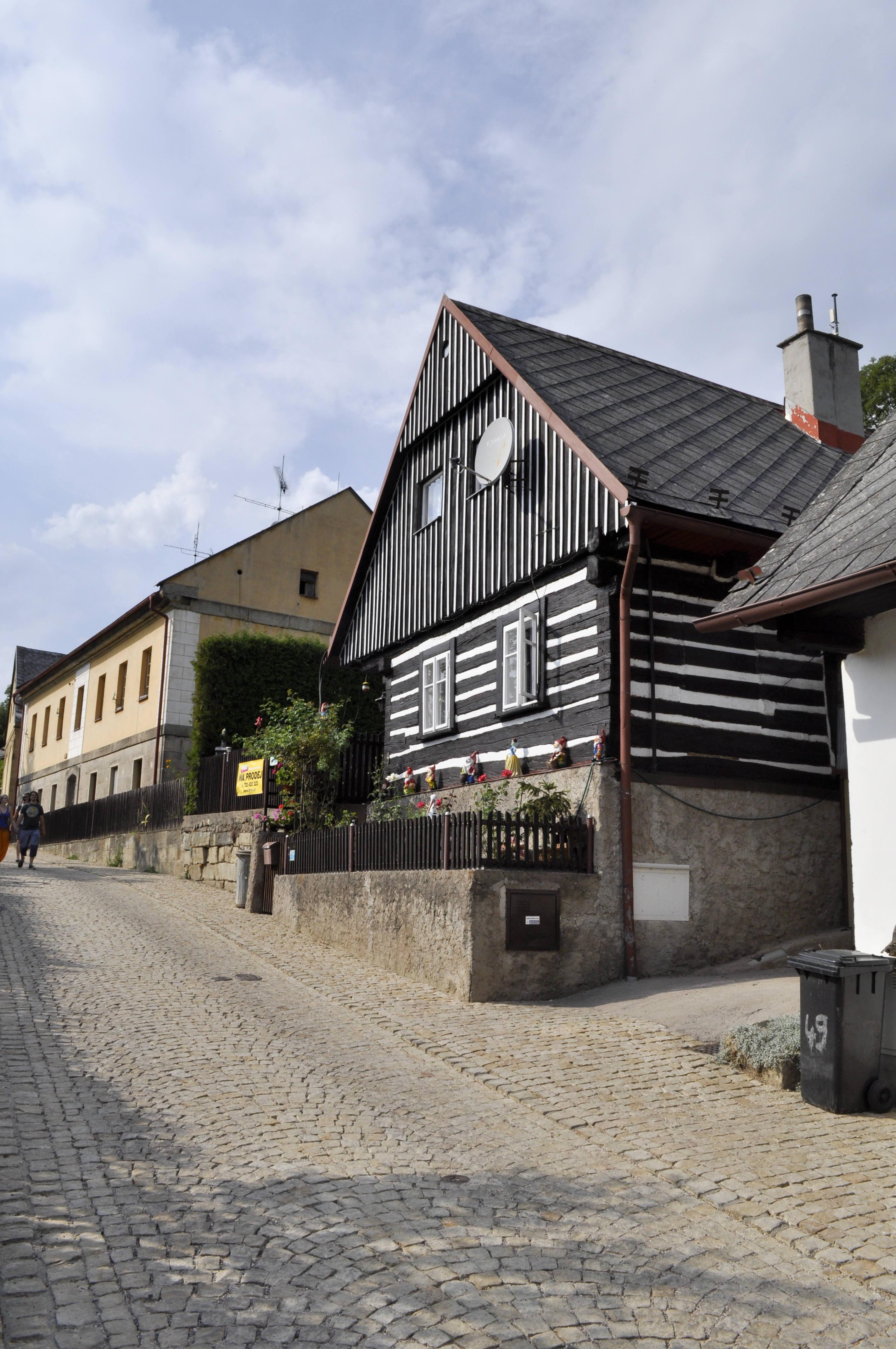
Roubené a zděné domy

Sídlí zde obecní úřad, pošta a výrobna ponožek. Součástí obce je i vesnice Kašov.

### Hudba
V obci Kuks se mj. každý rok v srpnu koná festival barokní hudby, divadla a tance Theatrum Kuks a Hudební léto Kuks. Navazuje na divadelní představení konaná za dob hraběte Šporka. Roku 1702 byl zřízen Comödien-Hauß. Hrály se hry odvozené od commedie dell’arte (např. Amor der Tyrann oder Arlequin der lustige Advokat) a v letech 1724-1734 i opera. Představení bývala provozována zdarma pro širokou veřejnost. Z Kuksu taktéž pochází metalová kapela The Last Empire.

### Sport
V obci Kuks sídlí i několik sportovních organizací. Asi nejsledovanějším oddílem mezi místními je zdejší fotbalový klub pod názvem TJ Jiskra Kuks, jenž hraje IV. třídu okresu Trutnov. Byl založen v roce 1968. Dalšími sportovními aktivitami je zdejší Sokol či šipkařský tým Bombarďáci.

## Okolí
Po hlavních pamětihodnostech Kuksu a okolí vede cca 7 km dlouhá naučná stezka Půjdem spolu do Betléma na trase Kuks – Betlém. Roku 2004 byla západně od barokního areálu realizována Křížová cesta 21. století. Jedná se o soubor 15 soch od českých umělců tří generací.

## Galerie

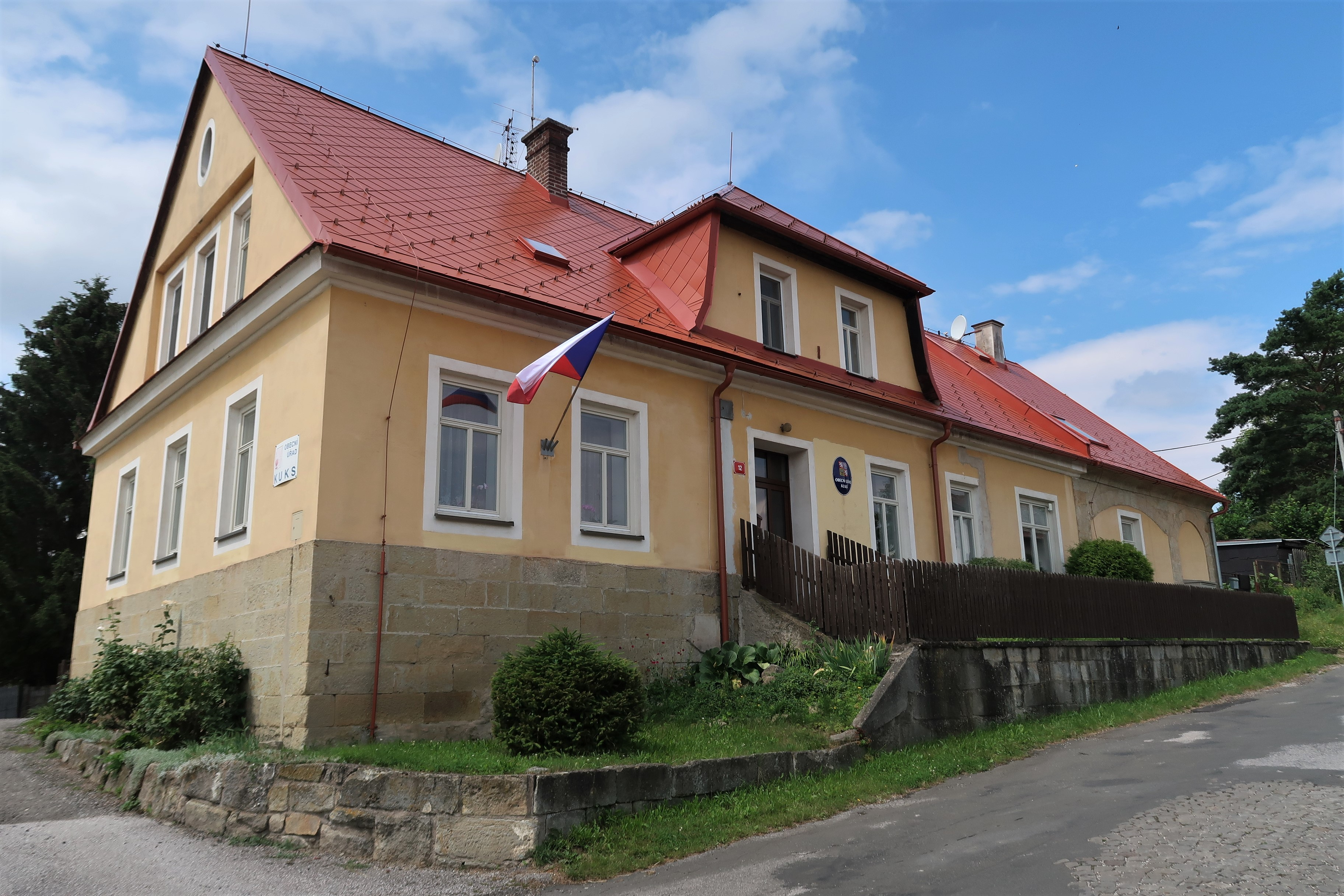
Obecní úřad
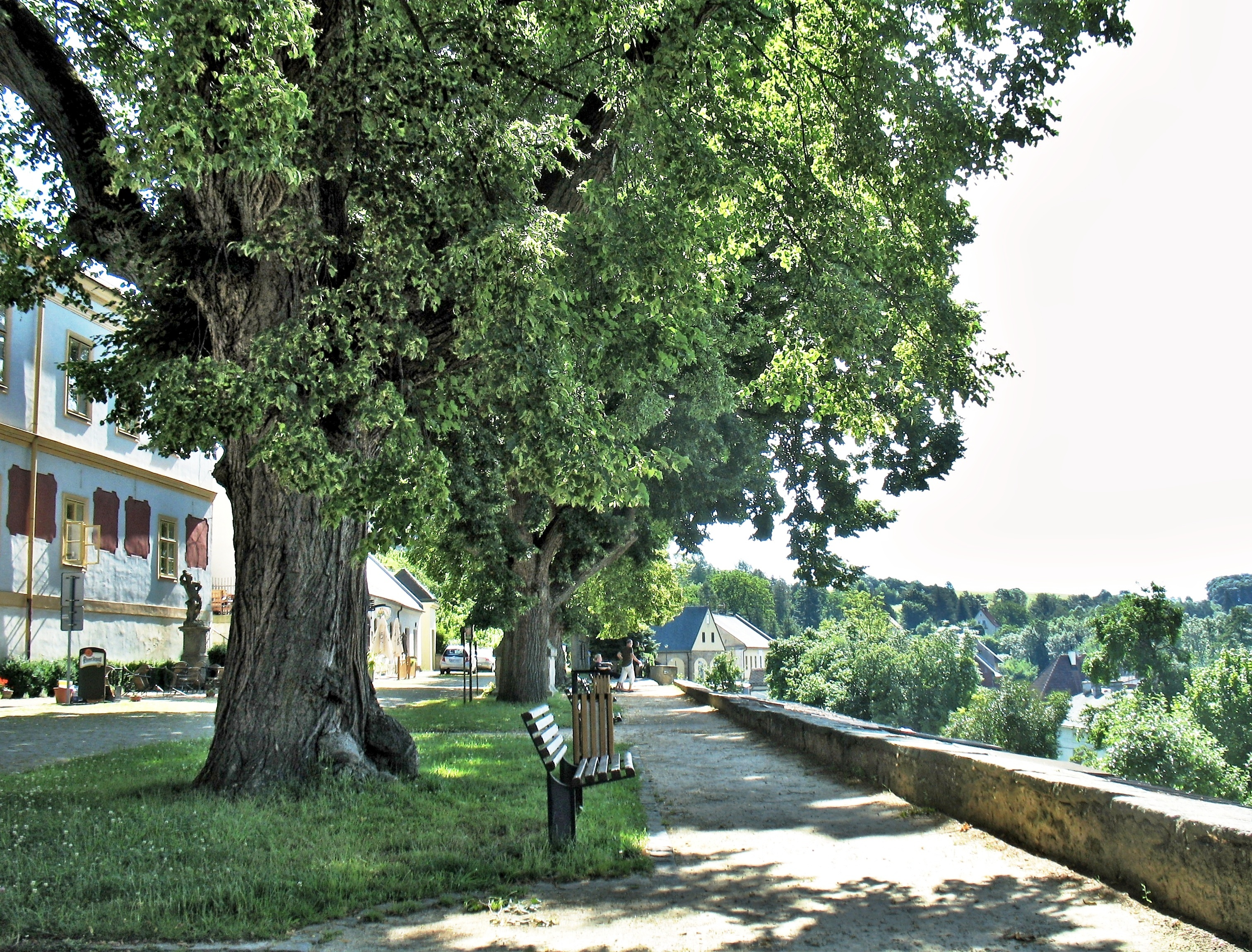
Tři památné lípy na terase před hostincem U Zlatého slunce
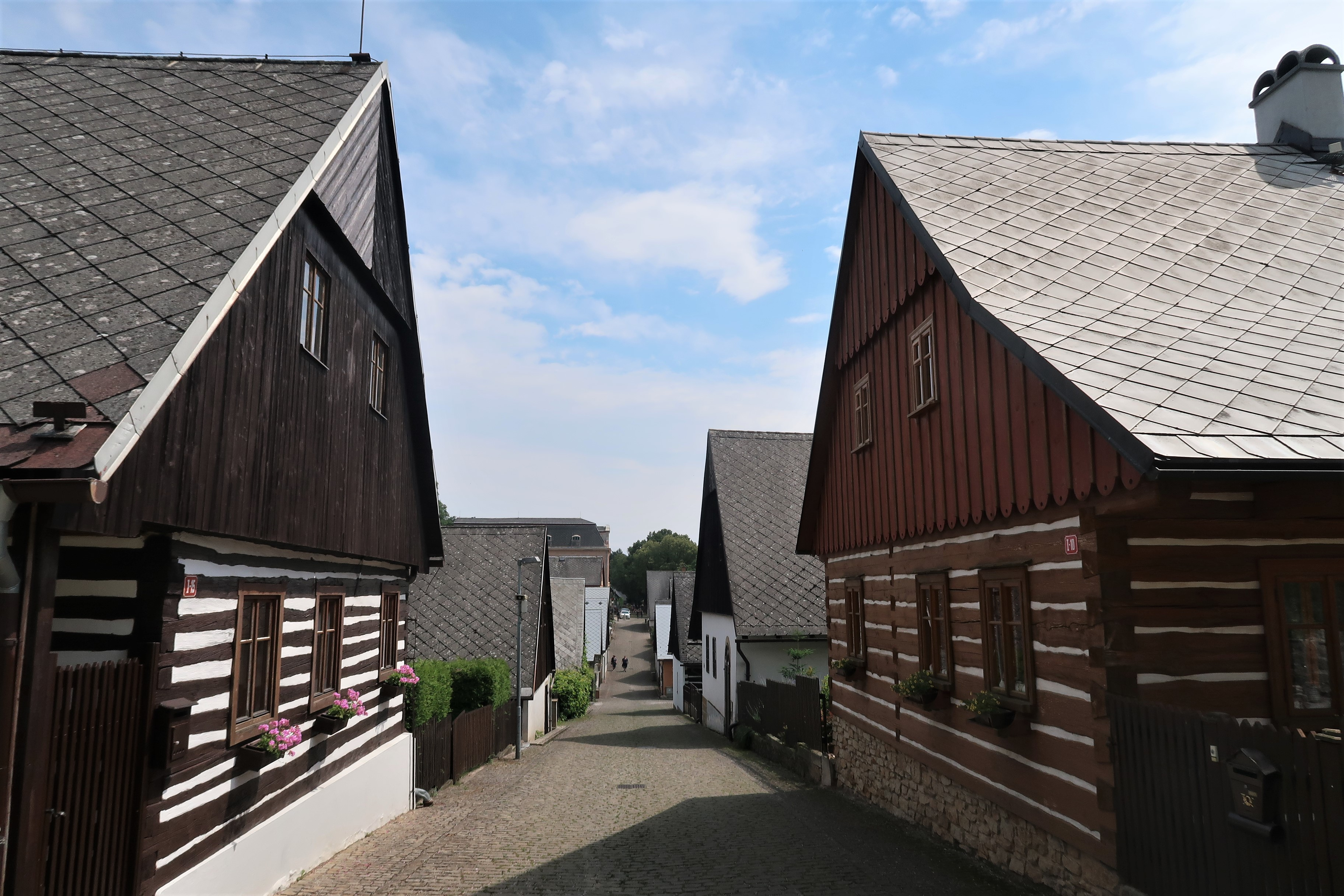
Roubené domy v severní části obce
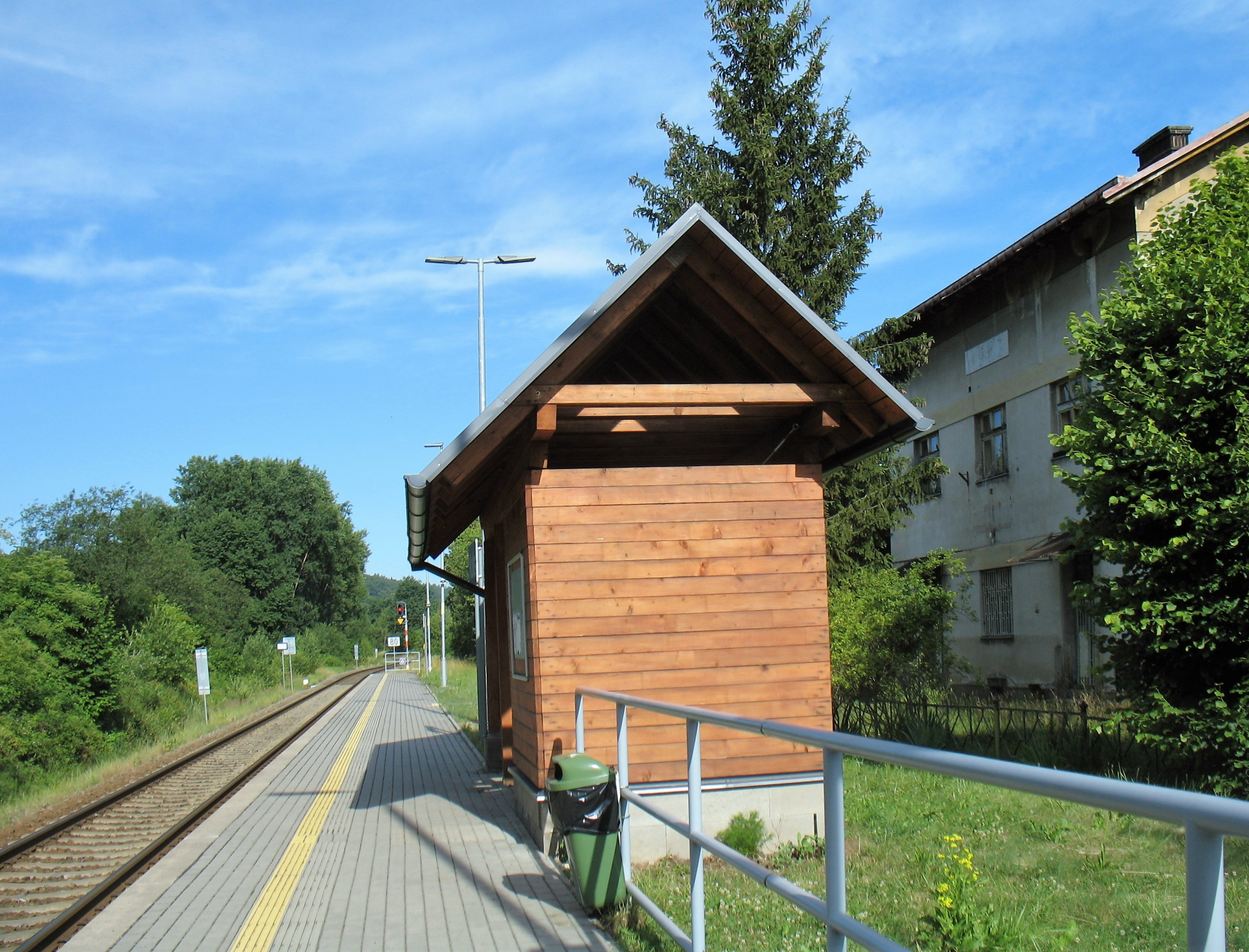
Železniční zastávka Kuks
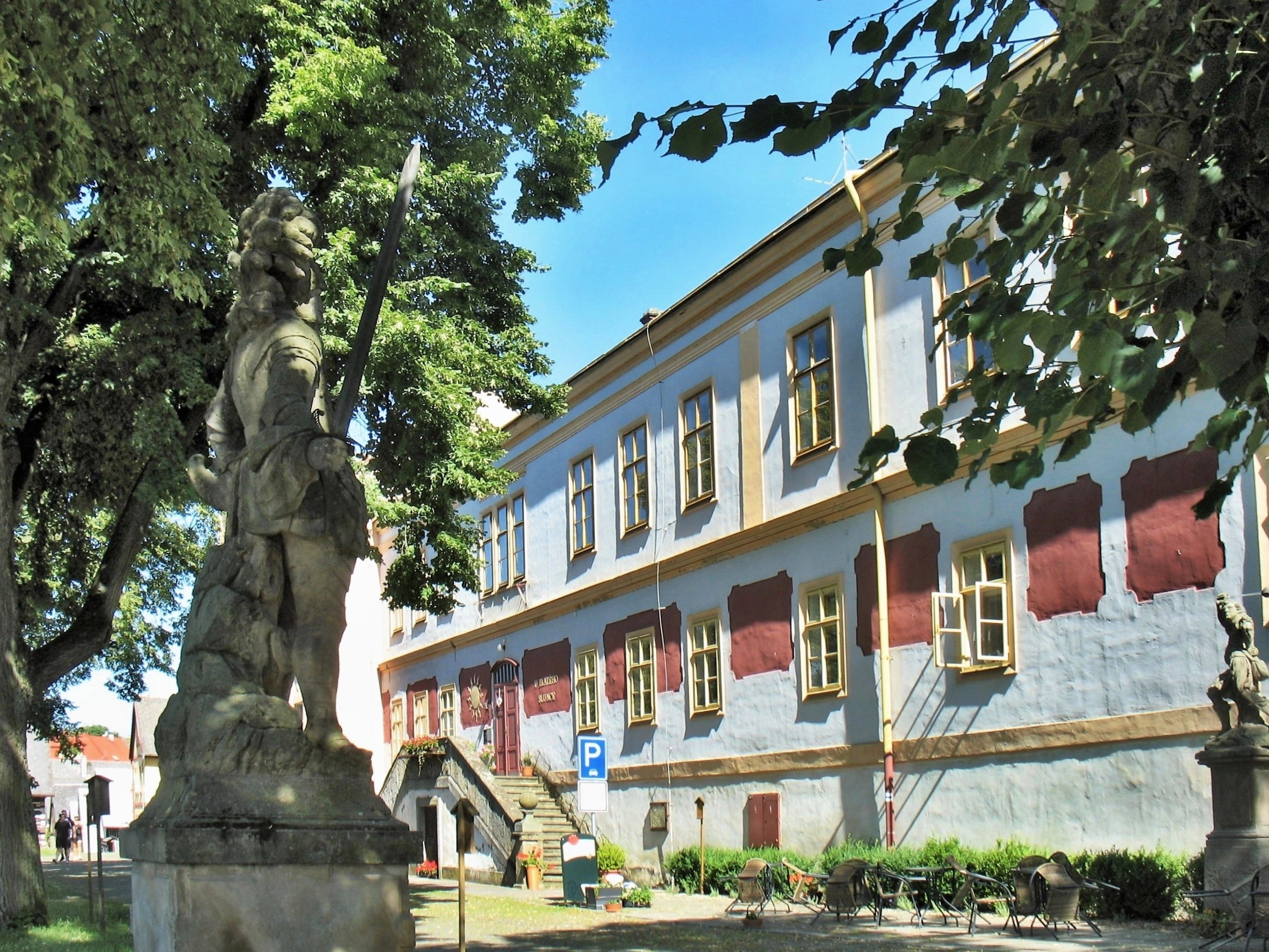
Lázeňský hostinec U Zlatého slunce z r. 1699 se sochami Davida a Goliáše (Herkommana)
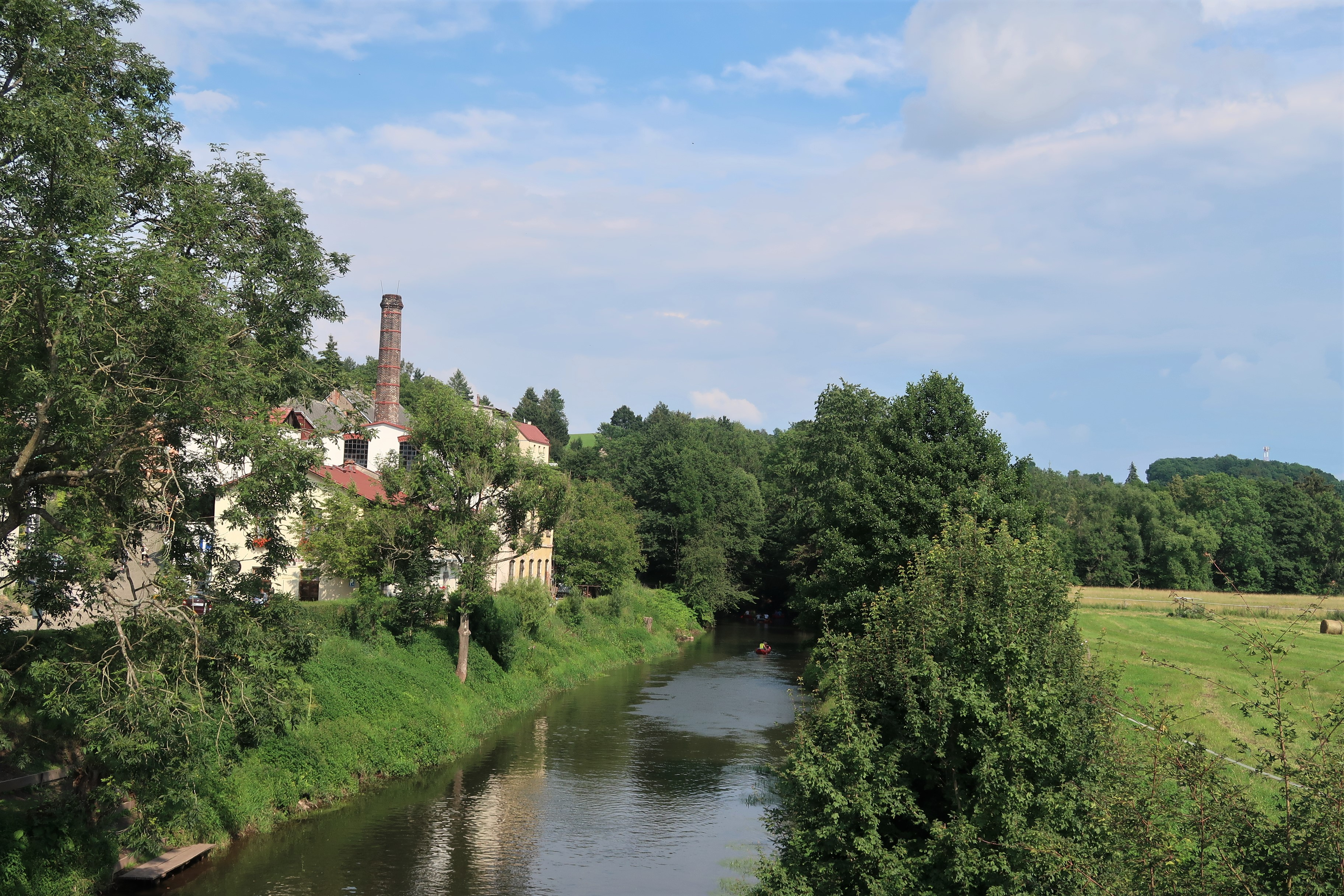
Řeka Labe v Kuksu mezi obcí a hospitalem
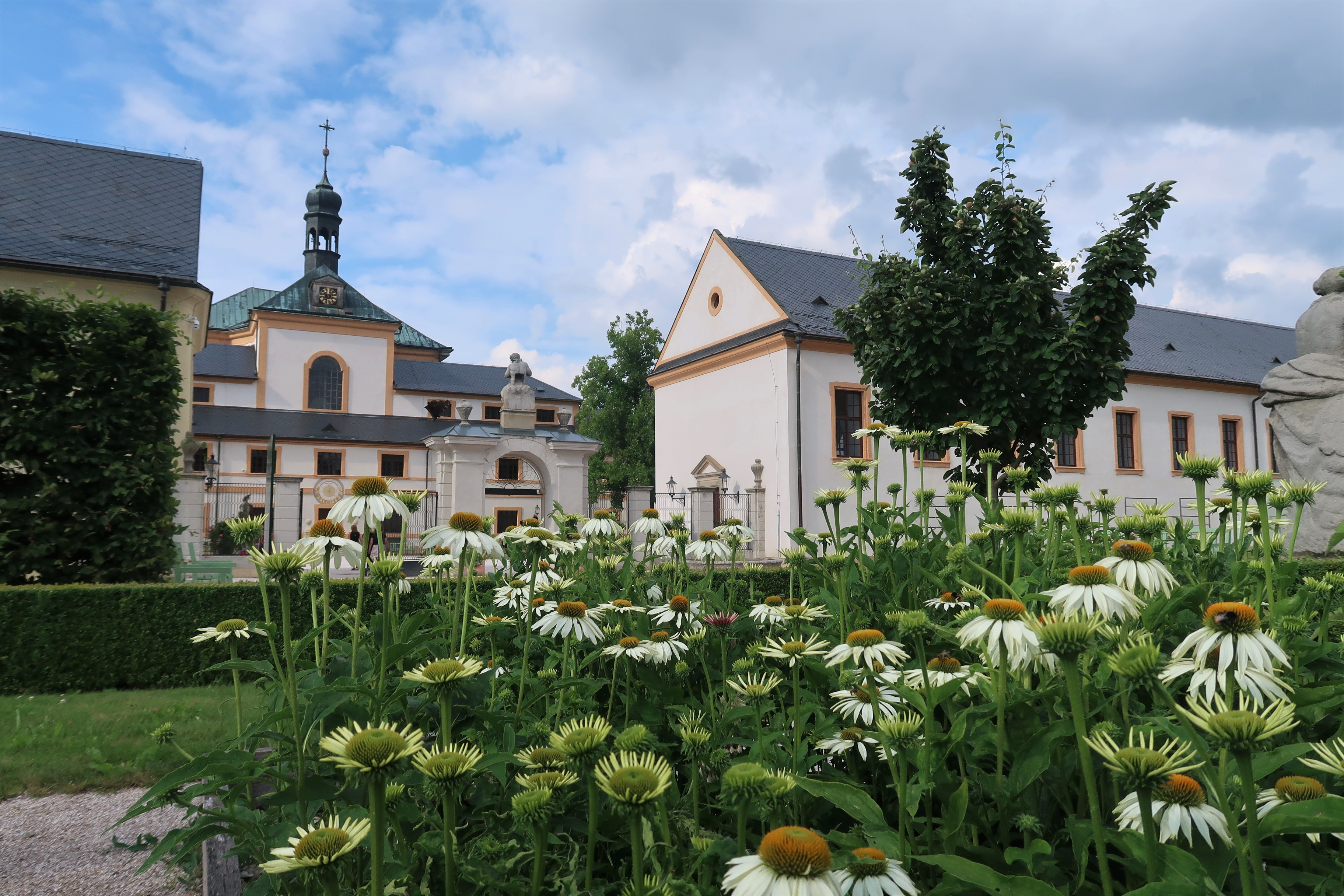
Pohled na hospital z bylinkové zahrady
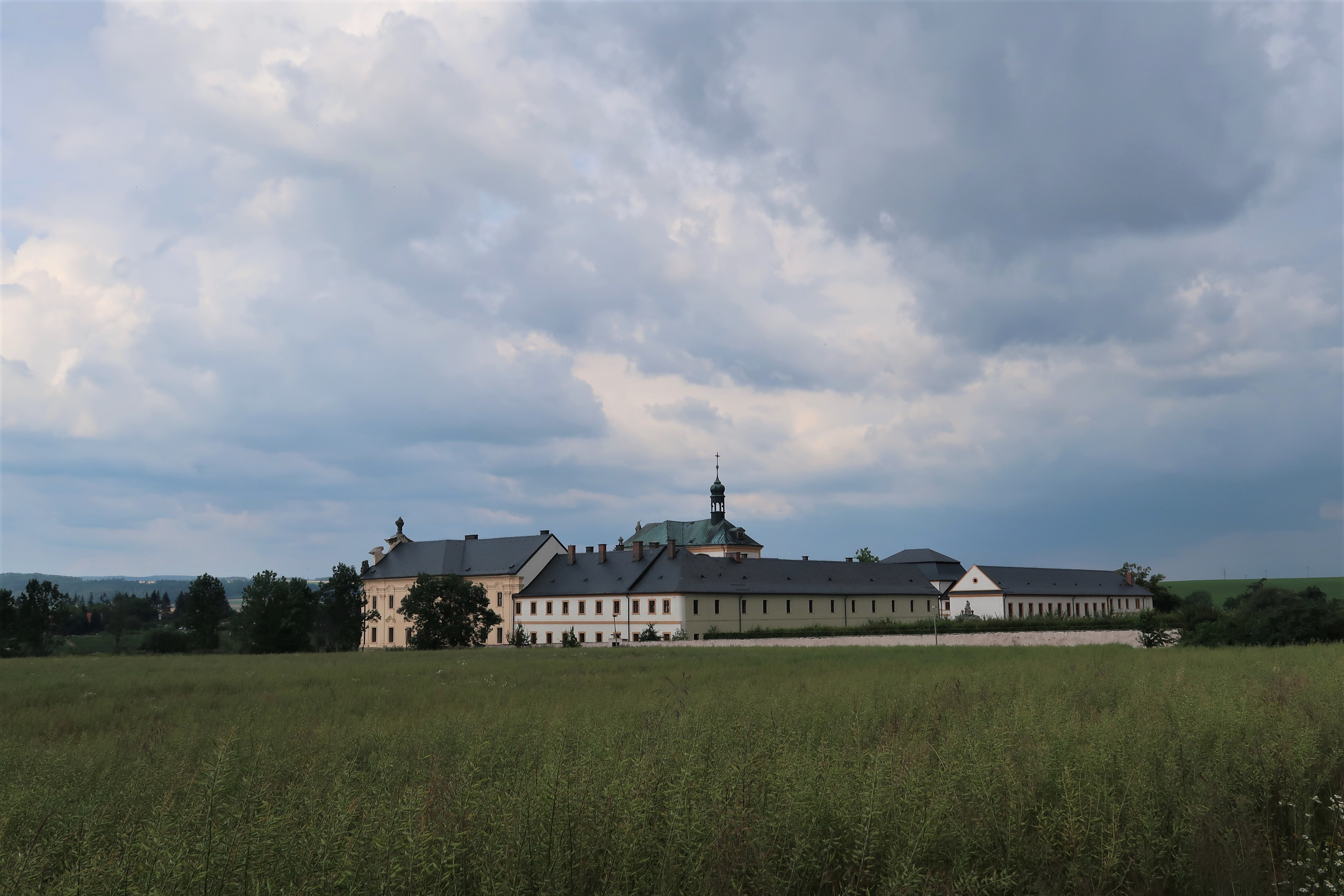
Pohled na hospital od vlakové zastávky
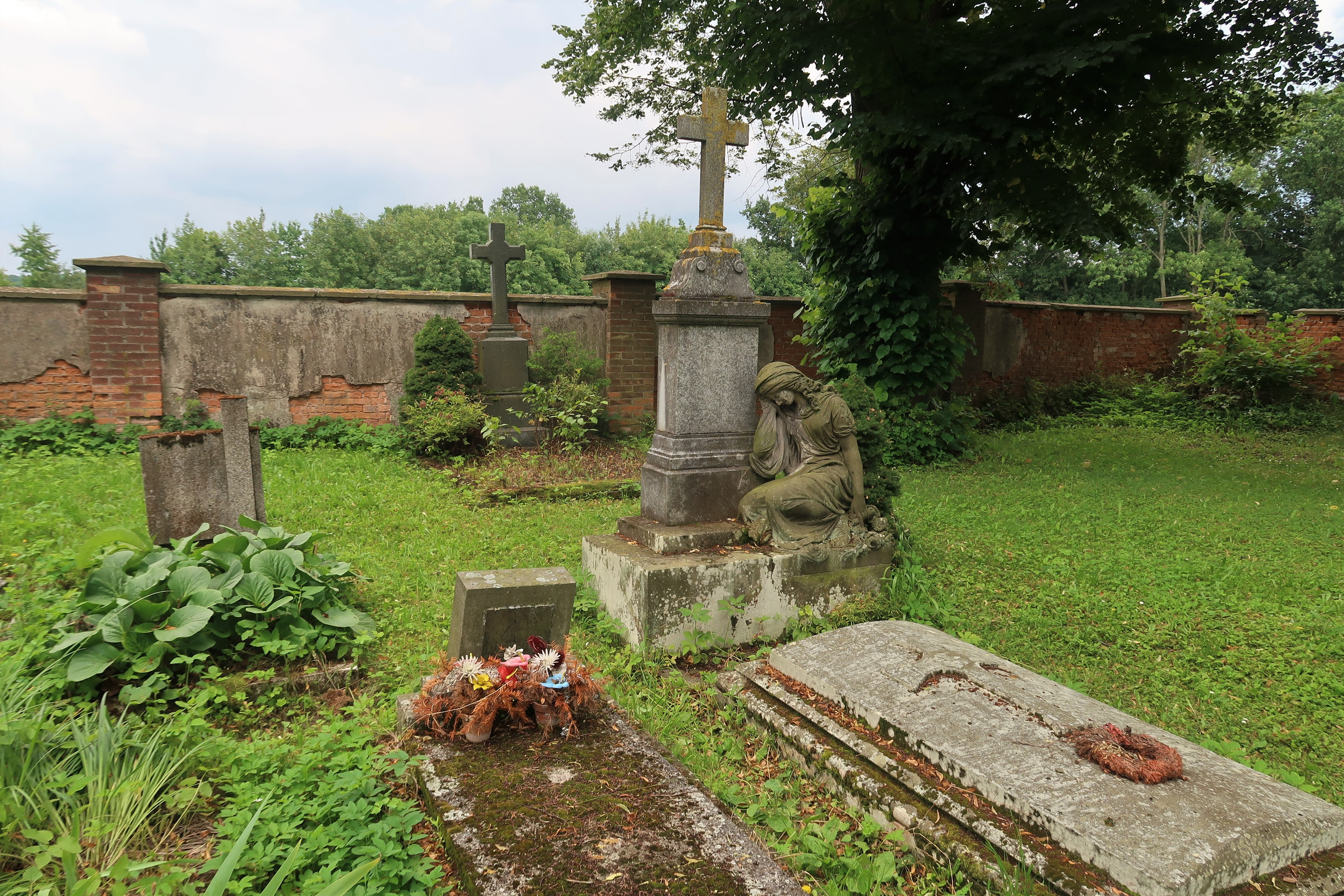
Starý hřbitov za hospitalem
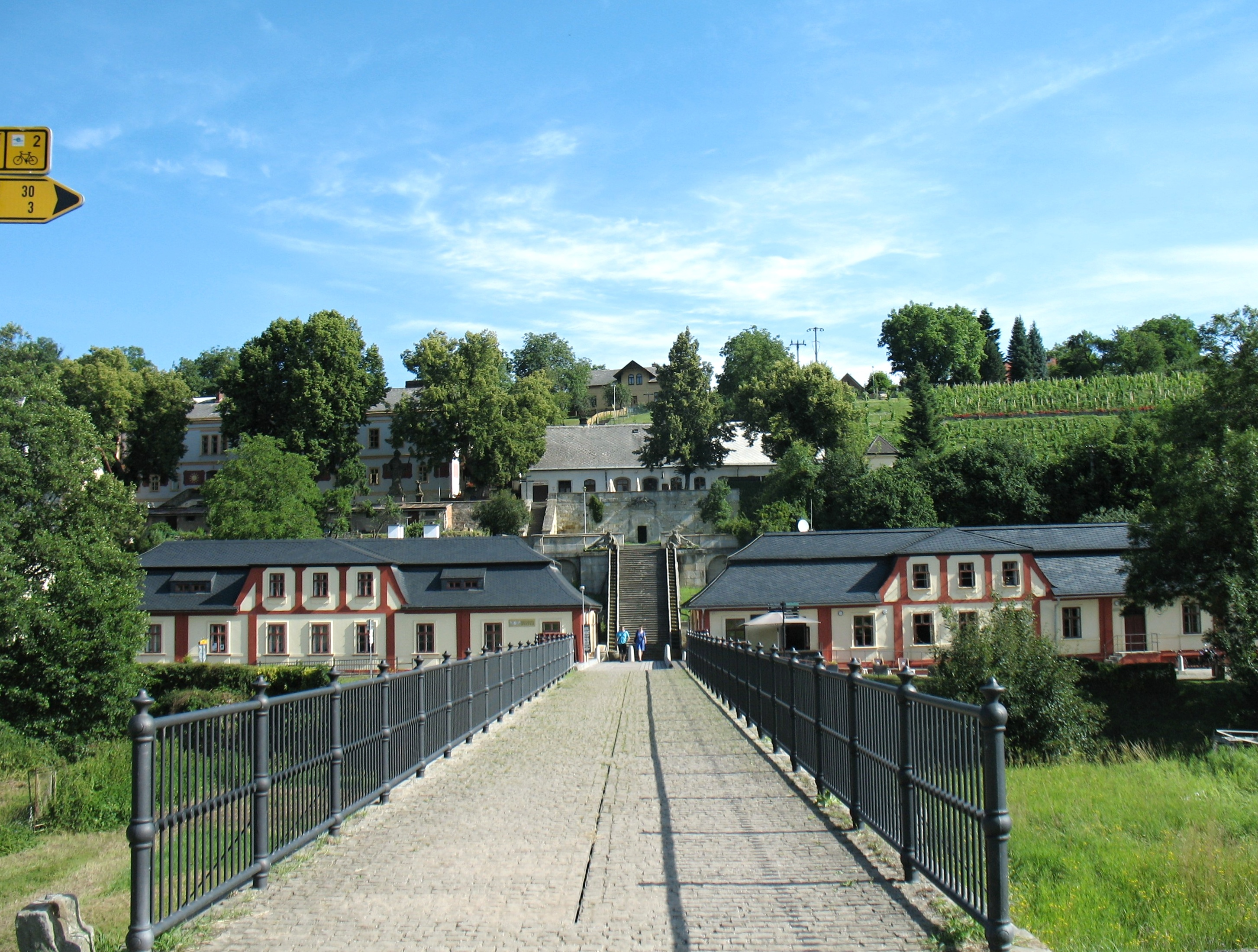
Bývalé lázeňské domy čp. 57 (vpravo) a 58
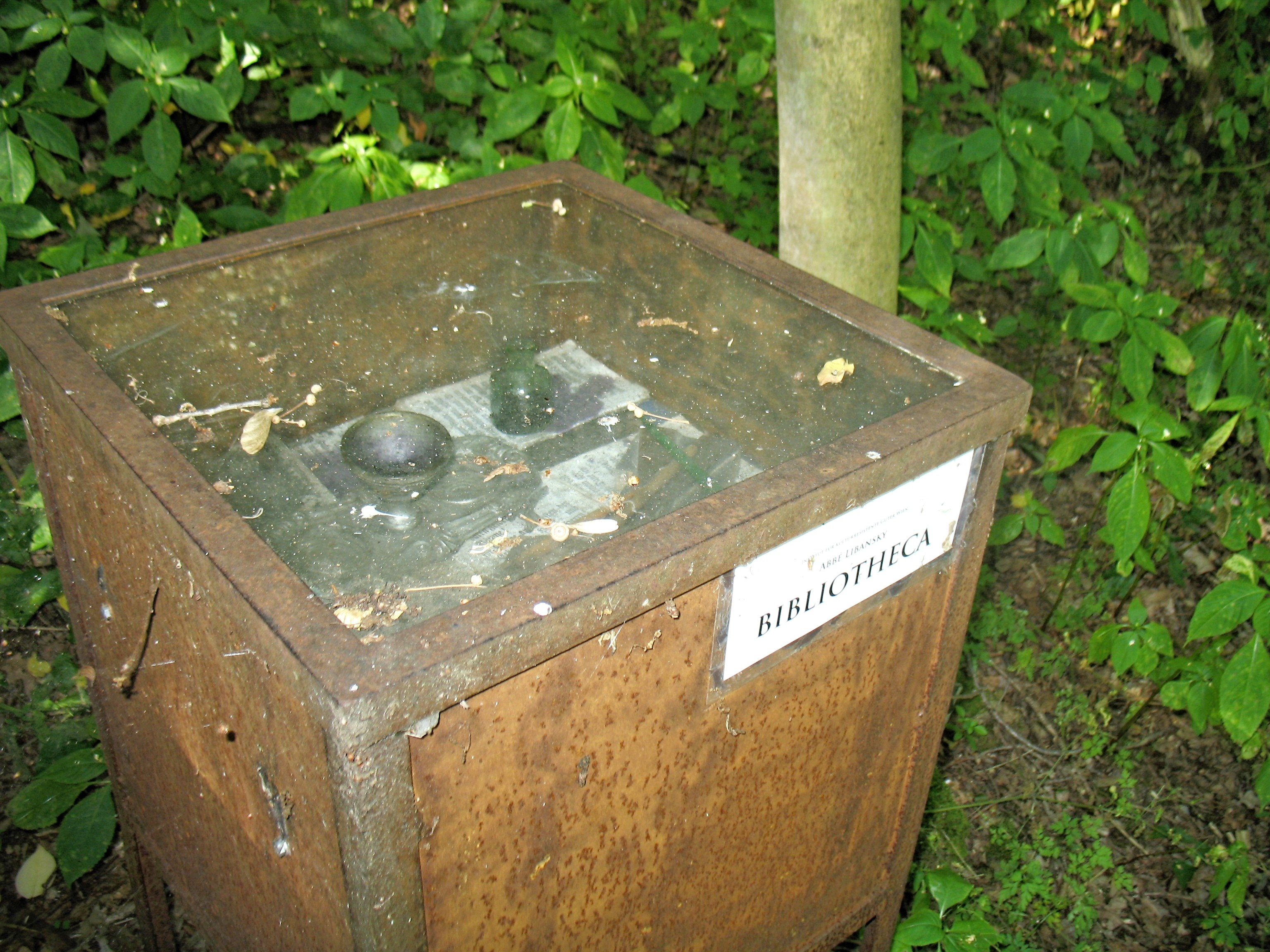
Malá expozice v místě, kde stával Dům filosofů
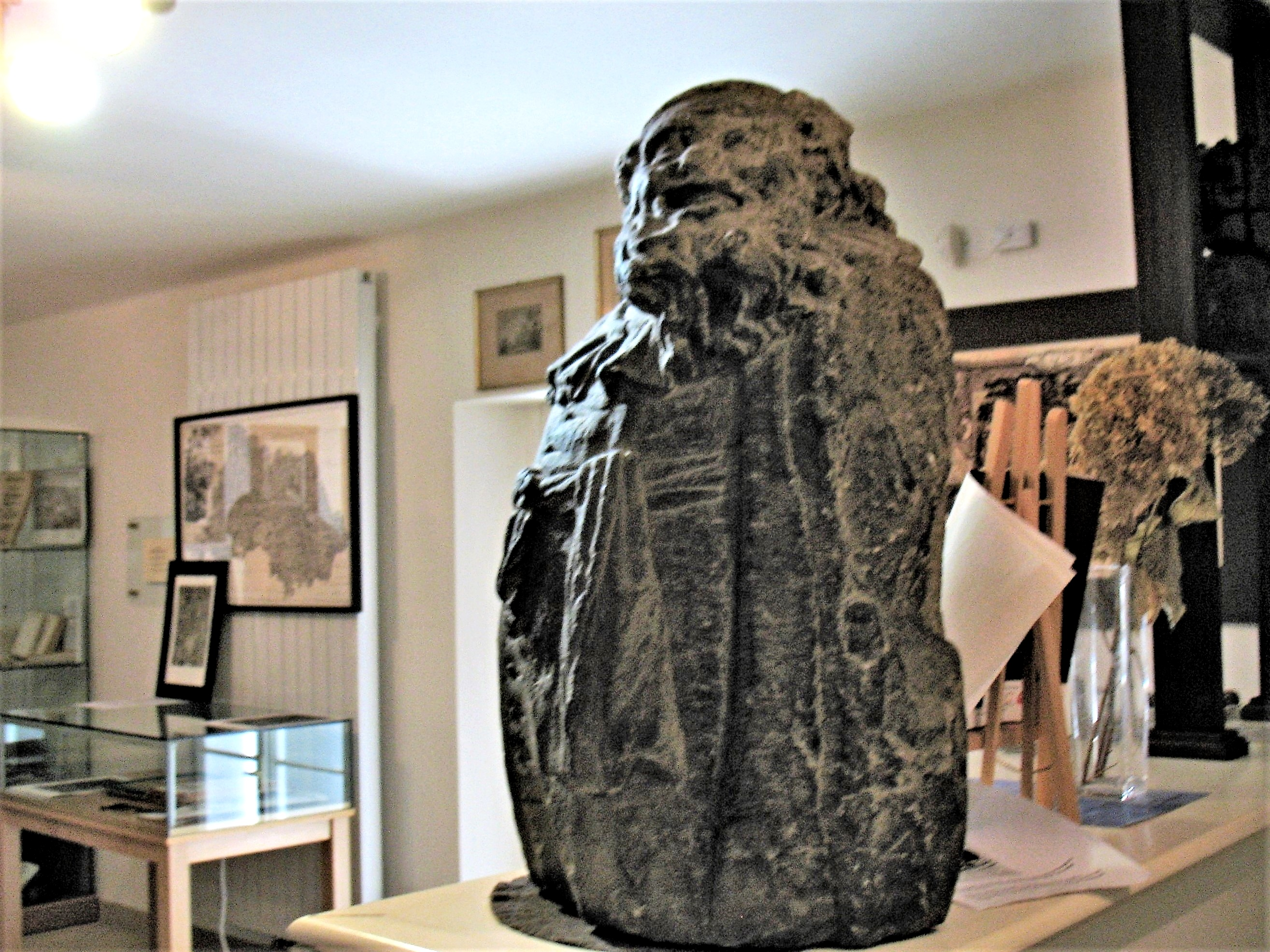
Interiér Rentzova muzea v domě čp. 58
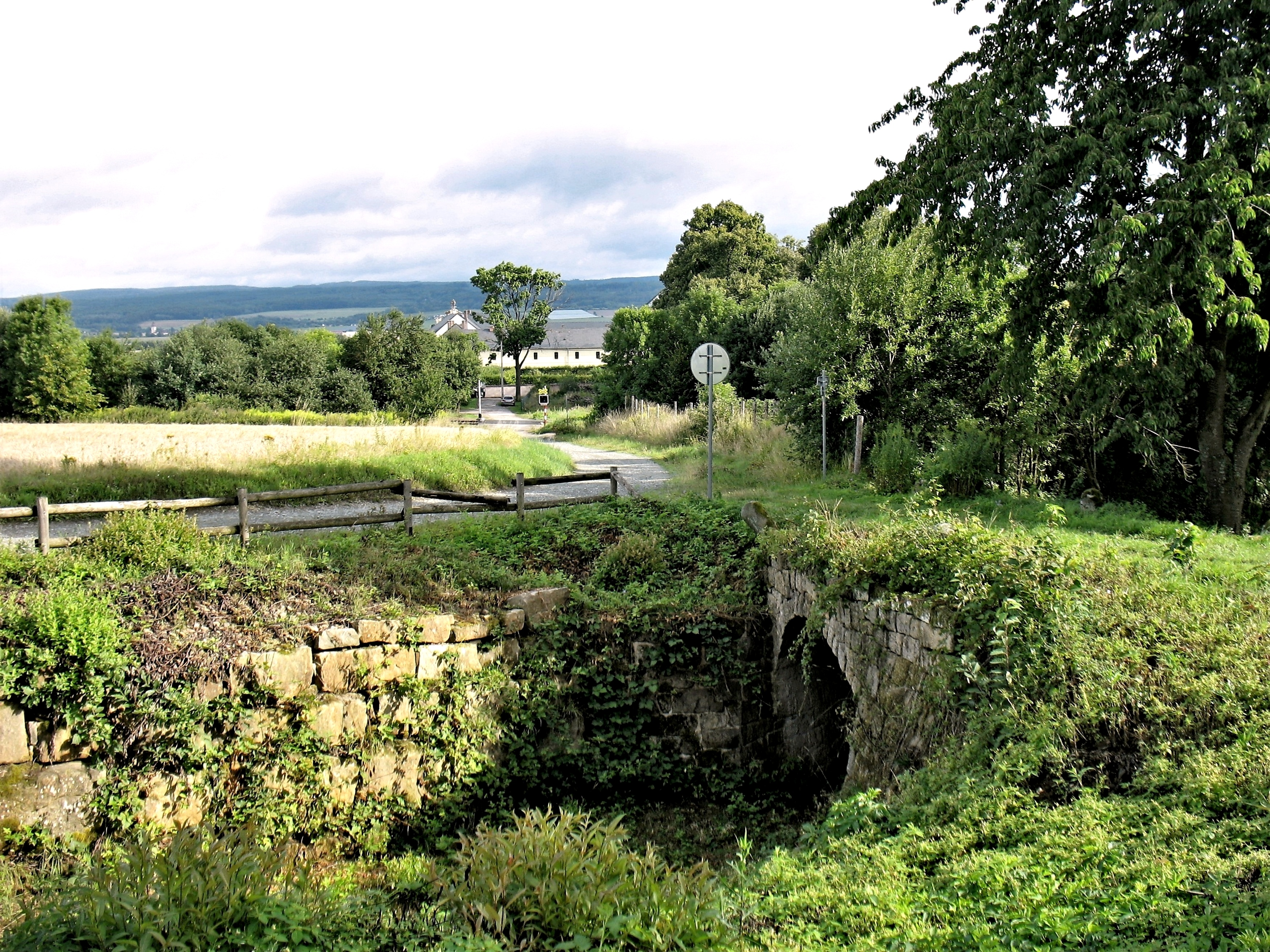
Památkově chráněný kamenný most přes cestu ze Slotova do Kašova
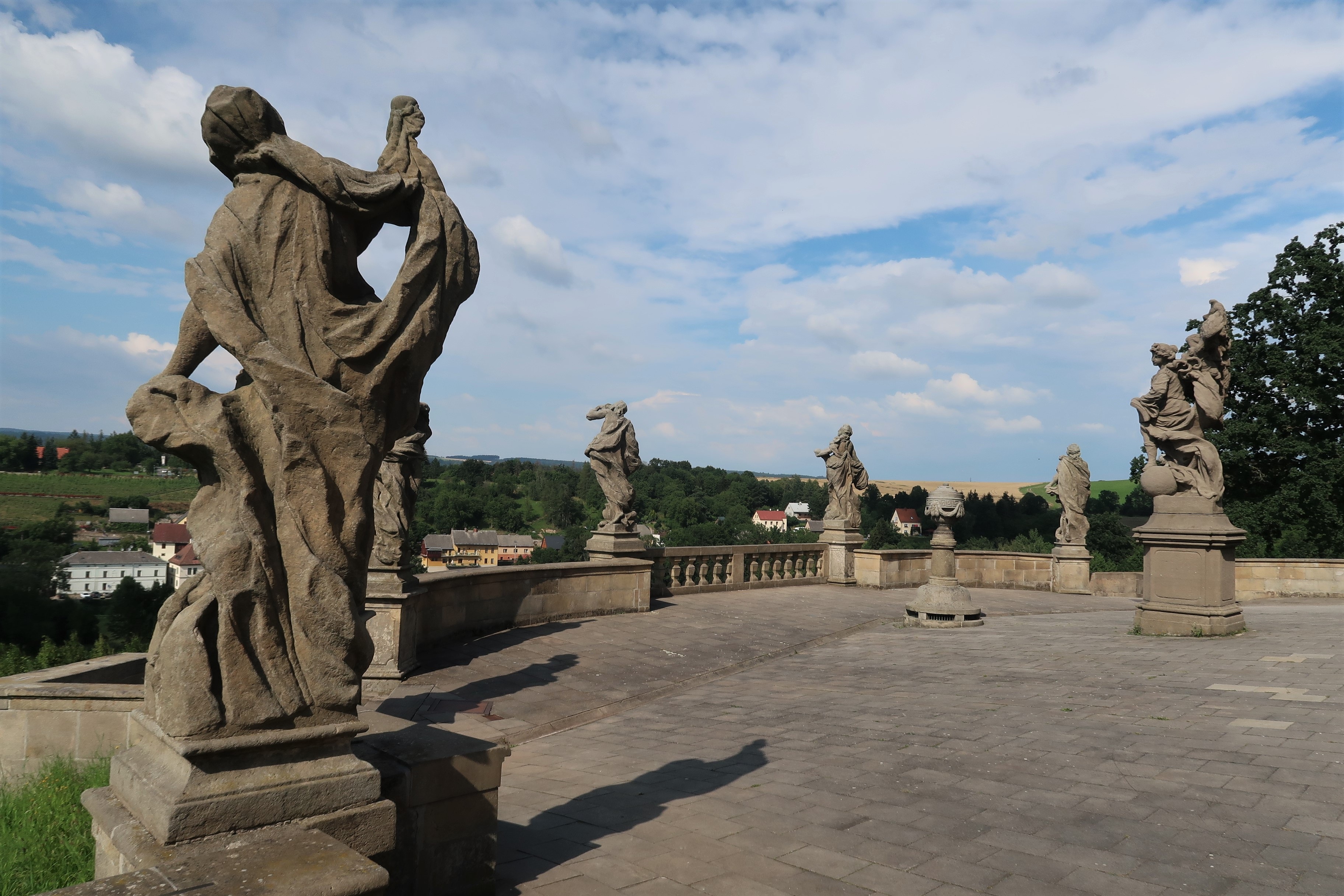
Terasa hospitalu se sochařskou výzdobou